# Johnny Hallyday
Pour les articles homonymes, voir Johnny, Hallyday et Smet.
Jean-Philippe Smet, de son nom de naissance Jean-Philippe Clerc, dit Johnny Hallyday, né le 15 juin 1943 à Paris 9e (Seine) et mort le 5 décembre 2017 à Marnes-la-Coquette (Hauts-de-Seine), est un chanteur, compositeur et acteur français. Durant ses 57 ans de carrière, il s'impose comme l'un des plus célèbres chanteurs francophones et l'une des personnalités les plus présentes du paysage médiatique français.
S'il n'est pas le premier à chanter du rock en France, il est dès 1960 le premier à y populariser le genre. Bien qu'il interprète de nombreuses ballades sentimentales et des airs country au cours de sa carrière, le rock reste sa principale référence au travers de ses différents courants, puisant tous leurs origines dans le blues :  rock 'n' roll, rhythm and blues, soul, rock psychédélique, soft rock ou encore pop rock.
Sa longévité au premier plan de la scène artistique et ses prestations vocales et scéniques lui attirent la reconnaissance de ses pairs et du public. Au total, il réalise 80 albums, dont 51 albums studio ainsi que 165 singles. Il totalise 6 disques de diamant, 22 disques de platine, 40 disques d'or et 10 Victoires de la musique. En dehors des pays francophones, s'il ne parvint pas à s'imposer durablement malgré plusieurs tournées à succès, notamment en Amérique du Sud, sa réputation d'homme de scène franchit en revanche les frontières. Il effectue ainsi 184 tournées et donne plus de 3 425 concerts, totalisant près de 30 millions de spectateurs, avec des prestations à gros budgets et effets scéniques.
Alors qu'il est atteint d'un cancer du poumon, il effectue sa dernière tournée en juin et juillet 2017, aux côtés de ses amis Jacques Dutronc et Eddy Mitchell, avec qui, en 2014, il a formé le trio des Vieilles Canailles. Sa mort, survenue quelques mois plus tard des suites de sa maladie, donne lieu à un important hommage populaire. Au moment de sa mort, les ventes de ses disques se chiffrent à 110 millions d'exemplaires.

## Biographie

### Enfance et adolescence
Jean-Philippe Léo (son second prénom),, fils d'Huguette Clerc (1920-2007), alors employée de crèmerie, et de Léon Smet (1908-1989), artiste de cabaret belge, naît à la clinique Villa Marie-Louise située 3, cité Malesherbes dans le 9e arrondissement de Paris, le 15 juin 1943.
À sa naissance, Jean-Philippe porte le nom de sa mère, Clerc, car Léon Smet ne l'a pas reconnu et, début 1944, il abandonne sa compagne et son fils, âgé de huit mois.
Acteur, chanteur et danseur, Léon Smet mène une carrière artistique sous le pseudonyme de « Jean Michel » dans son pays natal, puis en France. Il acquiert une certaine réputation en se produisant sur scène, puis plus tard en donnant des cours de théâtre. Mais sa carrière pâtit de son instabilité personnelle puis, pendant le conflit mondial, de la fermeture des établissements parisiens qui l'emploient. Au début de l'Occupation, il vit un temps d'expédients en France et commence à connaître des problèmes d'alcool. Son beau-frère Jacob Mar obtient ensuite pour lui le poste de directeur artistique du Fernsehsender Paris (chaîne de télévision) où il introduit sur le plateau ses nièces Desta et Menem Mar. Retourné en Belgique après-guerre, il est un temps réalisateur pour la télévision belge, mais son alcoolisme l'empêche de conserver ce travail. Il connaît ensuite une véritable déchéance sociale,,. À la demande d'Huguette, le couple se reforme le temps d'un contrat de mariage et d'une reconnaissance en paternité, le 7 septembre 1944 ; dès lors, l'enfant se nomme officiellement Jean-Philippe Smet. Avant le jour de son baptême, célébré le 10 septembre 1944 en l'église de la Sainte-Trinité à Paris, Léon et Huguette Smet demandent au second époux de Jacqueline Harpet (elle-même deuxième épouse de Léon Smet), l'homme de radio Alain Trutat, d'être le parrain de leur fils et désignent comme marraine les nièces de Léon Smet, Desta et Menen Mar (à défaut de n'avoir pu choisir entre l'une et l'autre des deux sœurs).
Peu après, Léon Smet repart définitivement. Huguette Clerc reprend après la naissance de Jean-Philippe une activité professionnelle, devenant mannequin de cabine pour des couturiers,,. Son métier lui laissant peu de temps, elle confie son enfant à sa belle-sœur Hélène Mar,. Cette dernière devient pour l'enfant une figure maternelle de substitution, aidée de ses filles Desta et Menen.
Le 28 mars 1945, Jacob Mar, le mari d'Hélène, est arrêté pour faits de collaboration, ayant été présentateur à Radio-Paris, la radio de la propagande nazie (ce qui compromet la carrière de première danseuse étoile de ses filles) et est condamné, le 5 décembre 1946 à cinq ans de prison bien que dégagé de l'accusation d'« intelligence avec l'ennemi ». Emprisonné, il obtient une grâce et recouvre la liberté le 10 juillet 1948, avant d'être amnistié à titre posthume (Jacob Mar meurt à 71 ans, le 19 septembre 1952), le 11 janvier 1954, en vertu de l'article 3 de la loi du 6 août 1953. Après 1945, dans une France marquée par la guerre et avec un père absent, Jean-Philippe sera traité de « fils de Boche », de « bâtard » ou de « fils de divorcé », « stigmates sociaux que la légende de Johnny va (plus tard) récupérer pour les convertir en signes positifs ».
À 3 ans, Jean-Philippe entame une vie d'enfant de la balle, au gré du travail de danseuses classiques de ses cousines. Fin 1946, Desta et Menen, accompagnées par leur mère et de leur jeune cousin, s'installent à Londres pour deux ans. En 1949, Desta rencontre Lee Lemoine Ketcham, un danseur américain connu sous le nom de scène de Lee Halliday. En couple « à la ville », ils forment avec Menen le trio de danse acrobatique Desta, Menen and Lee, qui se produit à travers l'Europe durant trois ans. Lorsque Menen les quitte, Desta et Lee forme alors le tandem « Les Halliday's » et se produisent durant six années encore sur diverses scènes européennes,toujours accompagné d'Hélène Mar, qui s'occupe de l'intendance, des costumes et de la formation scolaire et artistique de Jean-Philippe. À ses débuts, Johnny Hallyday sera parfois moqué par la presse de n'avoir pas fréquenté assidument l'école, ce qui exaspérait Lee Halliday : Johnny était bilingue à six ans, à dix ans il parlait et chantait en trois langues, lisait la musique, mais de ça on ne parle pas. 
Lee Halliday est aux yeux de l'enfant une incarnation du rêve américain, devient son père de cœur et le surnomme Johnny. Plus tard, au moment de choisir un nom d'artiste, il optera ainsi pour le nom de scène « Johnny Halliday ». Inscrit à l'école des enfants du spectacle, il suit des cours par correspondance, apprend la danse classique et, à Paris, suit des cours de théâtre au Centre d'art dramatique de la rue Blanche et au Théâtre du Petit Monde. Selon ses propres déclarations effectuées à l'occasion d'un spectacle à l'opéra Garnier, Johnny Hallyday révèle « avoir été petit rat sur cette même scène de l'Opéra dans la troupe dirigée par Serge Lifar »,.
Il apprend le violon, instrument qu'il déteste et finit par échanger, au grand dam de ses aînés, contre une guitare. Durant deux ans, où il vit à Genève, inscrit au conservatoire, il prend des cours de guitare avec le maître José de Azpiazu. Ce dernier, n'appréciant guère qu'il joue dans les rues des airs de cow-boy, finit par le renvoyer. Dès l'âge de 9 ans, il occupe la scène pendant les changements de costume du couple, en chantant des chants traditionnels français ou américains. Il monte officiellement sur scène pour la première fois le 13 juin 1956, en première partie du spectacle des Halliday's, à l’Atlantic Palace de Copenhague, où il chante La Ballade de Davy Crockett, en s'accompagnant à la guitare, habillé en cow-boy.

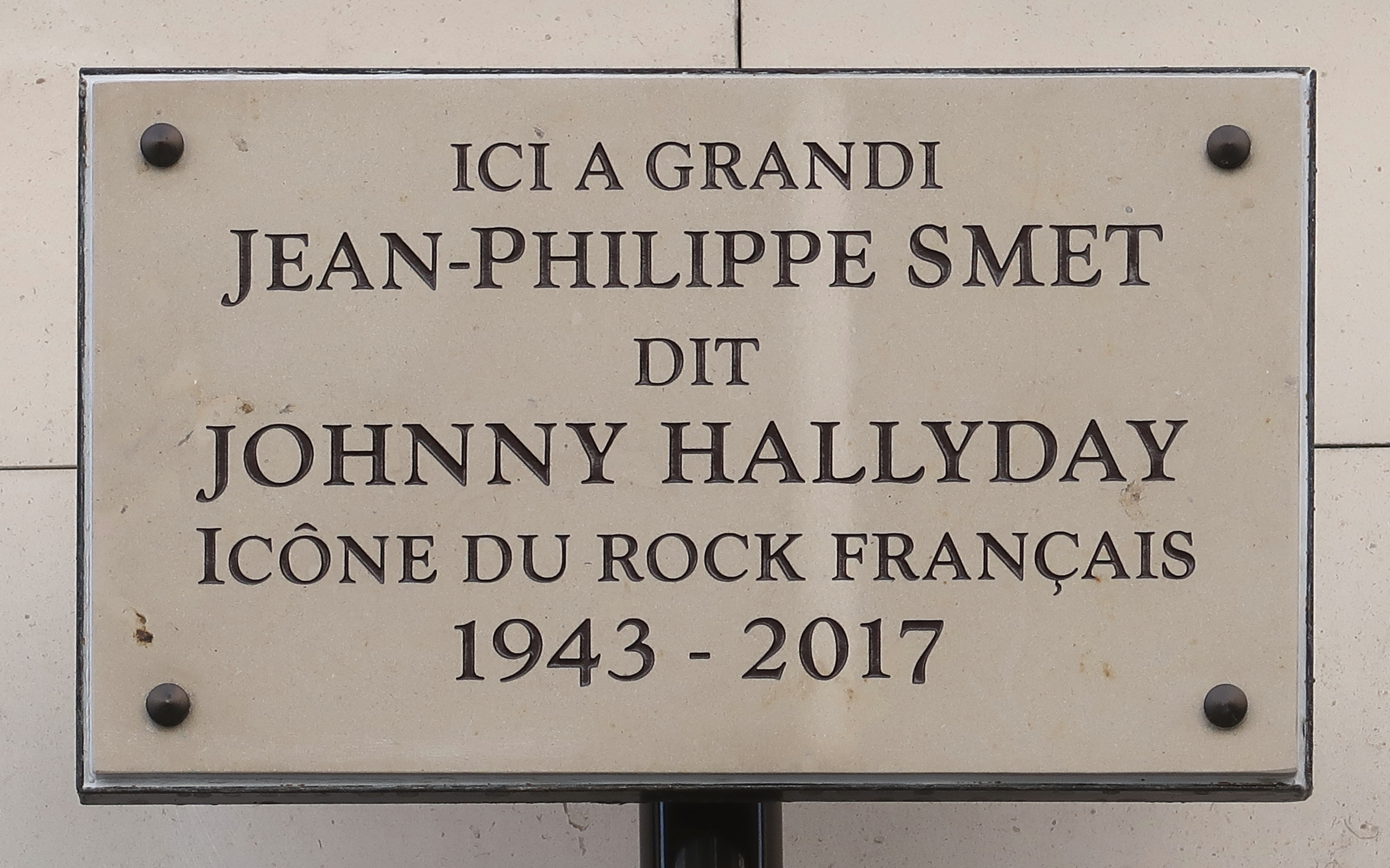
Plaque commémorative 13 rue de la Tour-des-Dames (Paris).

Rentrée à Paris en 1958, la famille demeure dans le quartier de la Trinité (9e arrondissement) au 13, rue de la Tour-des-Dames.
Johnny obtient divers petits rôles : il est figurant dans Les Diaboliques, tourne une réclame pour une marque de vêtements, participe à la télévision à l'émission Martin et Martine, où il chante Dans les plaines du Far-West. À 14 ans, en voyant au cinéma le film Amour frénétique, Johnny découvre Elvis Presley et le rock 'n' roll. C'est une révélation et, convaincu d'avoir trouvé sa voie, il décide de devenir rockeur.

### Débuts musicaux (1957-1960)
Johnny commence sa carrière avec le soutien de ses proches, notamment de Lee Halliday, son premier mentor, pygmalion et agent artistique qui le produit. Convaincu que cette musique peut s'imposer en France, Lee Halliday fait envoyer d'Amérique, par sa famille, des disques de rock qui permettent à Johnny de faire son apprentissage. Il devient dans le même temps possesseur d'une collection de disques alors inconnus en France. Eddy Mitchell se souvient à ce propos : « Johnny avait beaucoup de disques américains qu'on ne pouvait pas acheter en Europe, ce qui me permettait d'écouter tout ce que je ne pouvais pas écouter autrement, si bien qu'on passait souvent des après-midi et des soirées à écouter Presley, Bill Haley et des tas d'autres trucs qui n'étaient pas encore disponibles chez nous ».
À partir de 1958, Johnny fréquente ce qui bientôt devient le lieu culte du rock français : le Golf-Drouot, d'Henri Leproux. C'est là qu'il retrouve d'autres copains, futurs confrères et concurrents : Long Chris, Dany Logan, Jacques Dutronc et Eddy Mitchell. Sur le tremplin, s'inspirant de ses idoles, il chante des reprises et adaptations françaises du répertoire américain en s'accompagnant à la guitare. À l'Orée du Bois, il est renvoyé dès le troisième soir. Accompagné par Philippe Duval, son premier guitariste (Jean-Pierre Martin lui succède au printemps 1960), il cherche à se produire dans divers clubs, mais partout le scénario est identique : on le refuse ou il est remercié. Il joue aussi avec ses amis Jacques Dutronc et Eddy Mitchell dans le square de la Trinité. Il obtient ses premiers succès publics en chantant pour les GIs dans les bases américaines.
Le 30 décembre 1959, il participe à l'émission de radio Paris cocktail de Pierre Mendelssohn, avec en vedette Colette Renard. Il chante Viens faire une partie. Les auteurs-compositeurs Jil et Jan, enthousiasmés par sa prestation, le présentent à Jacques Wolfsohn de la maison de disques Vogue.

### Années Vogue (1960-1961)
Le 16 janvier 1960, Johnny, encore et pour peu de temps « Halliday », « signe » un contrat avec Vogue. Le contrat en exclusivité est établi pour une durée d'un an et stipule que le chanteur perçoit « 4% sur le prix de gros des disques vendus. » Après le succès de la chanson Souvenirs, souvenirs, en juin, les termes du contrat sont revus à la hausse, il touche désormais 5 % sur la vente des disques et sa durée est portée à six ans. Dans les deux cas, le chanteur étant mineur, sa tante Hélène Mar signe pour lui. De fait, celle-ci n'étant pas sa tutrice légale, les contrats n'ont pas « valeur légale » (ce qui ne sera pas sans conséquence pour la maison de disque au moment de la rupture du chanteur avec Vogue [en 1961], quand l'affaire sera portée devant la justice)...
La première prestation de Johnny Hallyday pour Vogue a lieu à Namur, en Belgique, où, avec Jean-Jacques Debout (également chez Vogue), il participe à un spectacle radiophonique.
Le 12 février, il est en studio et, sous la direction de Léo Petit, il enregistre en s'accompagnant à la guitare et en prise directe quatre chansons.
Son premier super 45 tours sort le 14 mars. Sur la pochette, son nom est par erreur orthographié avec deux « y », graphie qui est alors définitivement adoptée,. T'aimer follement (titre également chanté par Dalida à la même période) est la chanson promue. L'accueil des radios est très défavorable, voire franchement hostile. Johnny provoque un choc de générations et seule l'émission Salut les copains, quotidiennement programmée sur Europe No 1, fait figure d'exception ; dès la parution du disque le chanteur est largement soutenu par les présentateurs Daniel Filipacchi et Frank Ténot.
En avril, le chanteur obtient son premier contrat professionnel de 500 nouveaux francs et se produit, les 16 et 17, au Cabaret l'Escale à Migennes. Le lendemain, parrainé par Line Renaud, il fait sa première télévision dans L’École des vedettes d'Aimée Mortimer et chante Laisse les filles en jouant de la guitare tout en se roulant par terre, ce qui défraie la chronique mais aussi dope les ventes du disque qui, de trente mille exemplaires déjà atteints, passent en quelques jours à cent mille. Line Renaud le présente comme un chanteur d'origine franco-américaine ; déjà, au verso de la pochette du 45 tours, un encadré l'annonce comme étant « Américain, de culture française ». Une biographie américaine inventée par la maison de disques, dans laquelle Lee Halliday, véritable Américain né en Oklahoma, n'est plus son cousin par alliance, mais son grand frère. En juillet, sur les conseils de Charles Aznavour, Johnny rétablit la vérité sur ce demi-mensonge,.
Souvenirs, Souvenirs, son nouvel EP (sorti en juin), offre au chanteur son premier grand succès, tandis que son impresario Georges Leroux lui décroche de nombreux galas. Johnny est engagé en première partie de la tournée de Sacha Distel, avant de se produire durant l'été au casino de Juan-les-Pins (Johnny Hallyday à Laroche Migennes et au Vieux Colombier). Au cours de la tournée, on assiste aux premiers mouvements de foule et ses prestations sont marquées par de nombreuses mini-émeutes, émaillées de multiples dégradations par ses admirateurs. La presse, unanimement hostile, parle d'hystérie collective pour dépeindre l'ambiance de ses galas,. En septembre, durant trois semaines, à l'Alhambra, il est programmé en vedette américaine de Raymond Devos. Son jeu de scène divise une fois de plus le public. Si au balcon les plus jeunes sont enthousiastes et le lui font savoir avec véhémence, au parterre les aînés indignés le huent. Le tollé est tel que la direction veut supprimer Johnny du programme. Raymond Devos s'y oppose et Hallyday va jusqu'au bout de son engagement.
Après le succès de Souvenirs, Souvenirs et la sortie en octobre d'un troisième 45 tours (Itsy bitsy, petit bikini), d'autres émissions de radio le programment. Ce même mois, sort son premier 33 tours 25 cm Hello Johnny. Cette fois encore, avec la chanson Itsy bitsy petit bikini, Johnny Hallyday est en concurrence avec Dalida (sa propre version est sortie un mois plus tôt) et Lucien Morisse, directeur des programmes d'Europe no 1 et compagnon de Dalida, le 11 octobre, dans son émission Le Discobole, excédé, casse le disque de Johnny Hallyday en direct à l'antenne en déclarant : « C'est la dernière fois que vous l'entendez,. »
En novembre, le chanteur se produit plusieurs jours à l'Alcazar de Marseille, où il confirme son succès naissant, avant de s'imposer à Monte-Carlo.

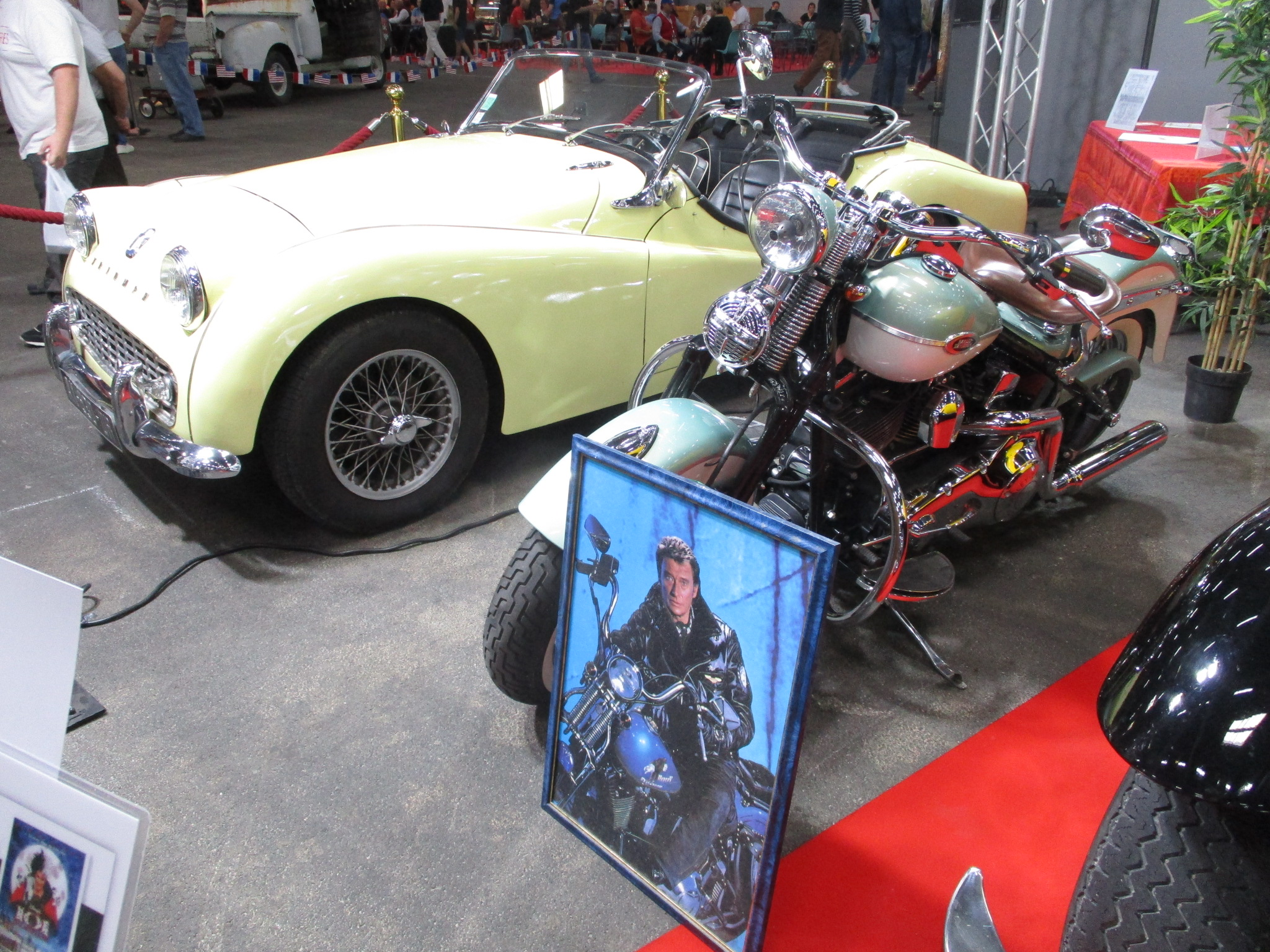
Première Triumph TR3A offerte à Johnny Hallyday par son manager Johnny Stark pour ses 18 ans, en 1961.

Autour de Johnny Hallyday, le 24 février 1961 est organisé le Premier festival international de rock au Palais des sports de Paris dans une ambiance survoltée et explosive où bagarres et arrestations sont nombreuses. L'événement, qui lance véritablement le rock en France, est gravé sur le disque Johnny Hallyday et ses fans au festival de rock 'n' roll. À cette époque le marché du disque est dominé par les vinyles 25 cm et les super 45 tours et la publication d'un 33 tours 30 cm témoigne de la notoriété d'un artiste et de sa reconnaissance. C'est ainsi qu'Hallyday voit confirmé son récent statut de vedette, avec la sortie de son premier album Nous les gars, nous les filles. Pour autant un profond désaccord oppose Vogue et le chanteur. Désormais, Johnny n'est plus seul en France sur le marché du rock et la concurrence est rude, notamment celle du groupe d'Eddy Mitchell, Les Chaussettes noires. Aussi demande-il davantage de musiciens et des arrangements plus sophistiqués, avec saxophones et claviers. La réponse est « Tu fermes ta gueule et tu chantes », à quoi il réplique : « Je ne vois pas comment je peux chanter en fermant ma gueule » et part pour ne plus revenir.
Johnny Hallyday, âgé de 18 ans, professionnel depuis à peine plus d'un an, a déjà enregistré 36 chansons et vendu un total de 1 673 000 disques. Sur fond de procès avec Vogue, il signe chez Philips le 19 juillet 1961. Johnny Stark devient son nouvel imprésario, tandis que Vogue sort (le 31 juillet), un troisième et dernier 33 tours 25 cm, Tête à tête avec Johnny Hallyday,.

### «L'idole des jeunes» (1961-1964)

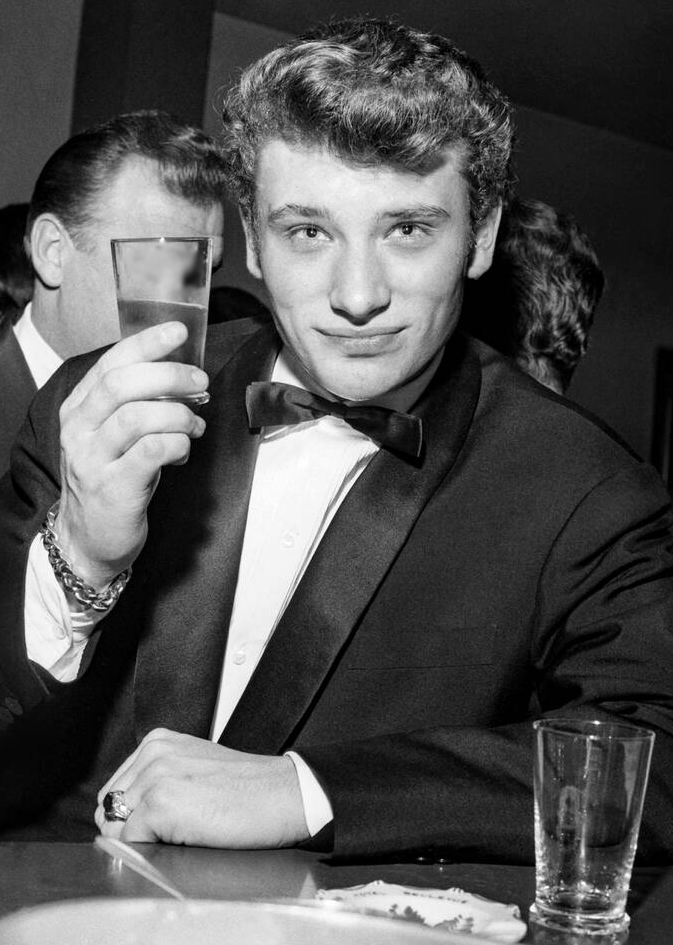
L'artiste fête le nouvel an 1962 en Italie lors d'un gala.

Alors que de nombreux incidents parsèment toujours ses apparitions et que plusieurs villes (Biarritz, Bayonne, Strasbourg, Cannes...) lui ferment leurs portes, Johnny enregistre, aux studios Fontana à Londres, son premier disque Philips Viens danser le twist réalisé par Lee Hallyday (ce dernier a signé avec Philips un contrat le même jour que son cousin et devient officiellement réalisateur artistique - il réalise ainsi jusqu'en 1975 la quasi-totalité des enregistrements de Johnny Hallyday - il adopte alors également la graphie de « son nom » avec deux y). Le disque sort le 20 septembre 1961, ; le jour même où Johnny Hallyday débute à l'Olympia de Paris, où il se produit jusqu'au 9 octobre. Il est le premier artiste de sa génération à se produire en vedette dans la salle de Bruno Coquatrix, d'où il lance le twist en France,. Pour Noël, sort l'album Salut les copains, titre qui se veut un clin d'œil reconnaissant à la célèbre émission radio. La chanson Retiens la nuit s'impose particulièrement et marque sa carrière. Si ce n'est pas la première chanson douce du rockeur, écrite par Charles Aznavour et Georges Garvarentz, elle fait date et lui vaut un regard des critiques plus clément. Son jeu de scène et les débordements que provoquent ses apparitions publiques sont toujours dénoncés, mais on souligne aussi, à présent, ses qualités vocales et son talent d'interprète. Désormais, il alterne chansons rythmées et chansons sentimentales, suivant en cela le conseil de Charles Aznavour, chanteur lui aussi contesté à ses débuts (25 cm Retiens la nuit).
Au printemps 1962, il enregistre à Nashville l'album Sings America's Rockin' Hits, chanté entièrement en anglais. Jamais encore un tel disque n'a été réalisé à l'attention du public français, alors peu enclin aux chansons en langue étrangère et, s'il ne bouleverse pas les ventes, l'opus obtient un réel succès d'estime et est distribué dans de nombreux pays (Japon, Royaume-Uni, États-Unis...). En avril, Johnny reçoit son premier disque d'or pour Let's Twist Again, avant de retourner aux États-Unis pour de nouveaux enregistrements et une tournée de promotion, durant laquelle il se produit dans plusieurs campus universitaires et participe à plusieurs émissions radiophoniques et télévisées, dont en juillet, le célèbre l'Ed Sullivan Show (les séquences avec Johnny Hallyday ont été tournées au Moulin-Rouge, en France).
Les succès s'enchaînent : Laissez-nous twister, Pas cette chanson, Elle est terrible et surtout L'idole des jeunes, une appellation qui, désormais, va durablement lui coller à la peau. Nanti de ce nouveau titre , il investit l'Olympia du 25 octobre au 12 novembre 1962, où (après le twist), il lance le mashed potato. Sur la chanson La bagarre, il se met en scène dans une rixe avec des voyous et sur I Got a Woman, à genoux devant sa guitare, il mime la scène finale de La Fureur de vivre. Ce second Olympia est un nouveau succès public et les critiques soulignent d'évidentes qualités scéniques (Johnny à l'Olympia). Début 1963, il chante au Palladium de Londres, puis s'envole pour le Liban pour une série de galas. Arrivé à Beyrouth, on lui annonce que sa venue crée des troubles politiques et que les représentations sont annulées. Indésirable, il rentre en France, où l'incident fait débat à l'Assemblée nationale.

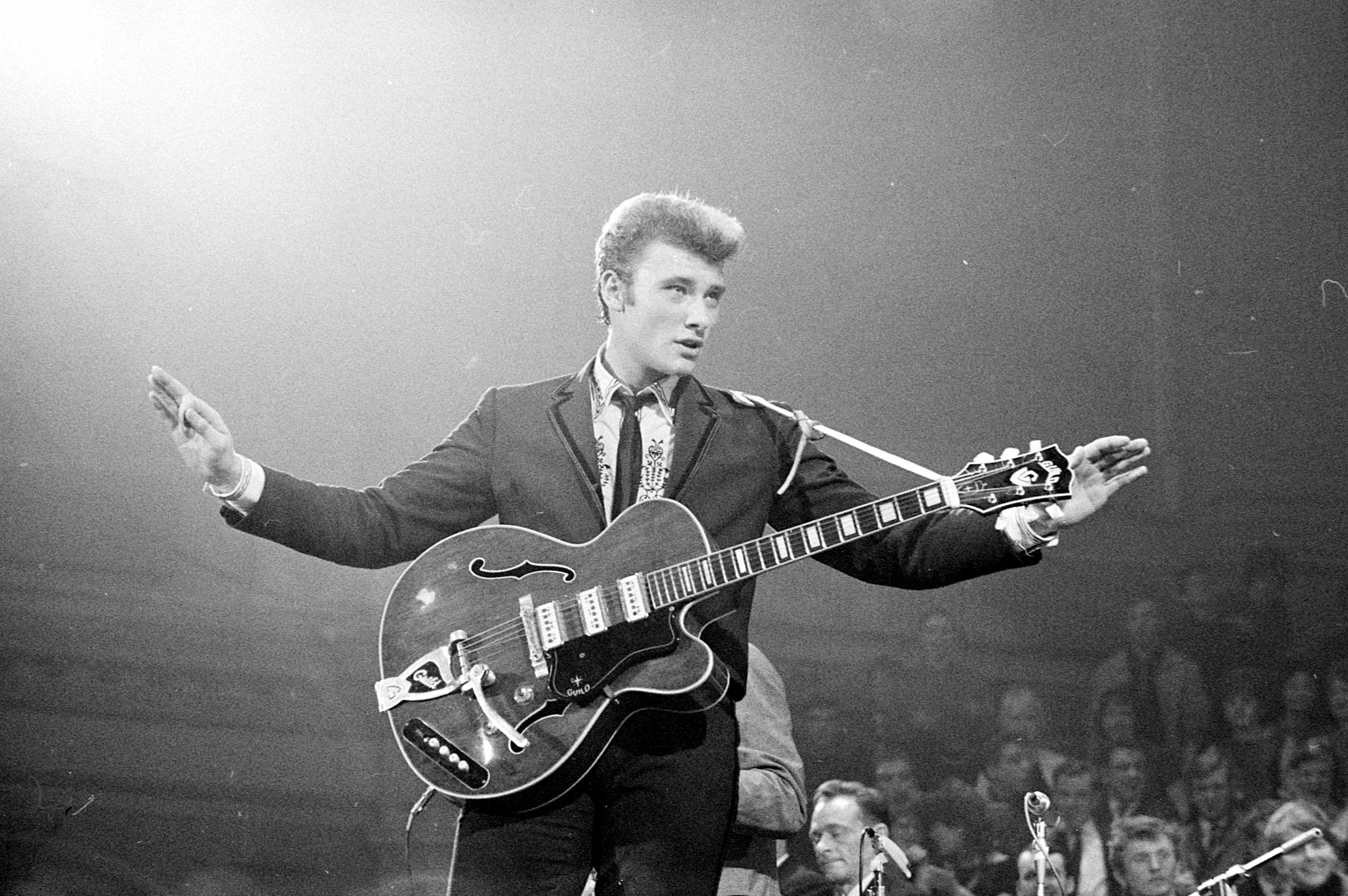
Une performance scénique de Johnny Hallyday en 1963.

Pour le premier anniversaire du magazine Salut les copains, Europe no 1 organise, le 22 juin 1963, un concert gratuit place de la Nation, réunissant (notamment), Sylvie Vartan, Richard Anthony, les Chats sauvages et Johnny Hallyday. Alors que quelque trente mille personnes sont attendues par les organisateurs, la manifestation rassemble entre cent cinquante mille et deux cent mille jeunes. Le retentissement est considérable et, si le concert lui-même se déroule sans incidents, des heurts ont lieu en périphérie entre bandes rivales. Le lendemain et les jours suivants, dans la presse, le concert passe au second plan, on ne retient de l'événement que les dégradations (devantures de magasin éclatées, automobiles retournées) et les interpellations de blousons noirs par la police,. Le quotidien Le Monde, le 6 juillet, publie un long article du sociologue Edgar Morin dans lequel l'auteur invente et sacralise l'expression yéyé,, qui s'impose de facto pour qualifier cette génération et ses idoles, en raison des nombreuses onomatopées qui parsèment leurs chansons.
D'onomatopées, il en est encore question avec le nouveau succès de Johnny Da dou ron ron, son premier à rester huit semaines no 1 dans les hit-parades (25 cm Da dou ron ron). La tournée d'été, toujours mouvementée, crée une nouvelle polémique après son passage à Trouville-sur-Mer, où en ce 14 juillet il interprète La Marseillaise ; ce qui lui vaut les foudres des anciens combattants, qui l'accusent de l'avoir chantée en rock. L'initiative fait scandale et l'incident est commenté au journal télévisé du soir. Le chanteur est en vedette dans le film D'où viens-tu Johnny ?. Pour moi la vie va commencer et Ma guitare, extraits de la BOF éponyme, sont à l'automne deux énormes succès. En novembre, il enregistre de nouvelles chansons à Nashville et engage le guitariste Joey Gréco et le bassiste Ralph di Pietro rencontré à New York.
Début 1964, sort le 25 cm Les guitares jouent, enregistré avec son nouveau groupe Joey and the Showmen. Pour la première fois, avec Quand je l'ai vue devant moi, il chante une adaptation d'une chanson des Beatles (I Saw Her Standing There) et donne dans le country blues avec Excuse-moi partenaire. Le succès, tant public que critique, est au rendez-vous de son troisième Olympia, où il se produit du 6 février au 15 mars. (Johnny Hallyday Olympia 64)
Il donne encore quelques galas en province, à l'issue desquels il est incorporé, le 8 mai, au 43e régiment d'infanterie de marine d'Offenbourg (le chanteur a bénéficié d'un report d'une année afin de pouvoir honorer tous ses engagements). Enregistré avant son incorporation, sort début juillet l'album Johnny, reviens ! Les Rocks les plus terribles. L'opus entièrement rock'n'roll, propose des adaptations de standards américains. L'armée profite du passage dans ses rangs pour quinze mois de la célèbre recrue pour tourner des petits films de propagande à l'attention de la jeunesse, ainsi que quelques émissions de variétés réalisées en direct de la caserne et, à la condition qu'il pose en tenue militaire sur les pochettes de disques, il obtient l'autorisation de poursuivre ses enregistrements. C'est durant cette période qu'il grave l'un de ses plus grands succès, Le Pénitencier, extrait du 25 cm éponyme.

### Errances musicales et reconquête (1965-1968)

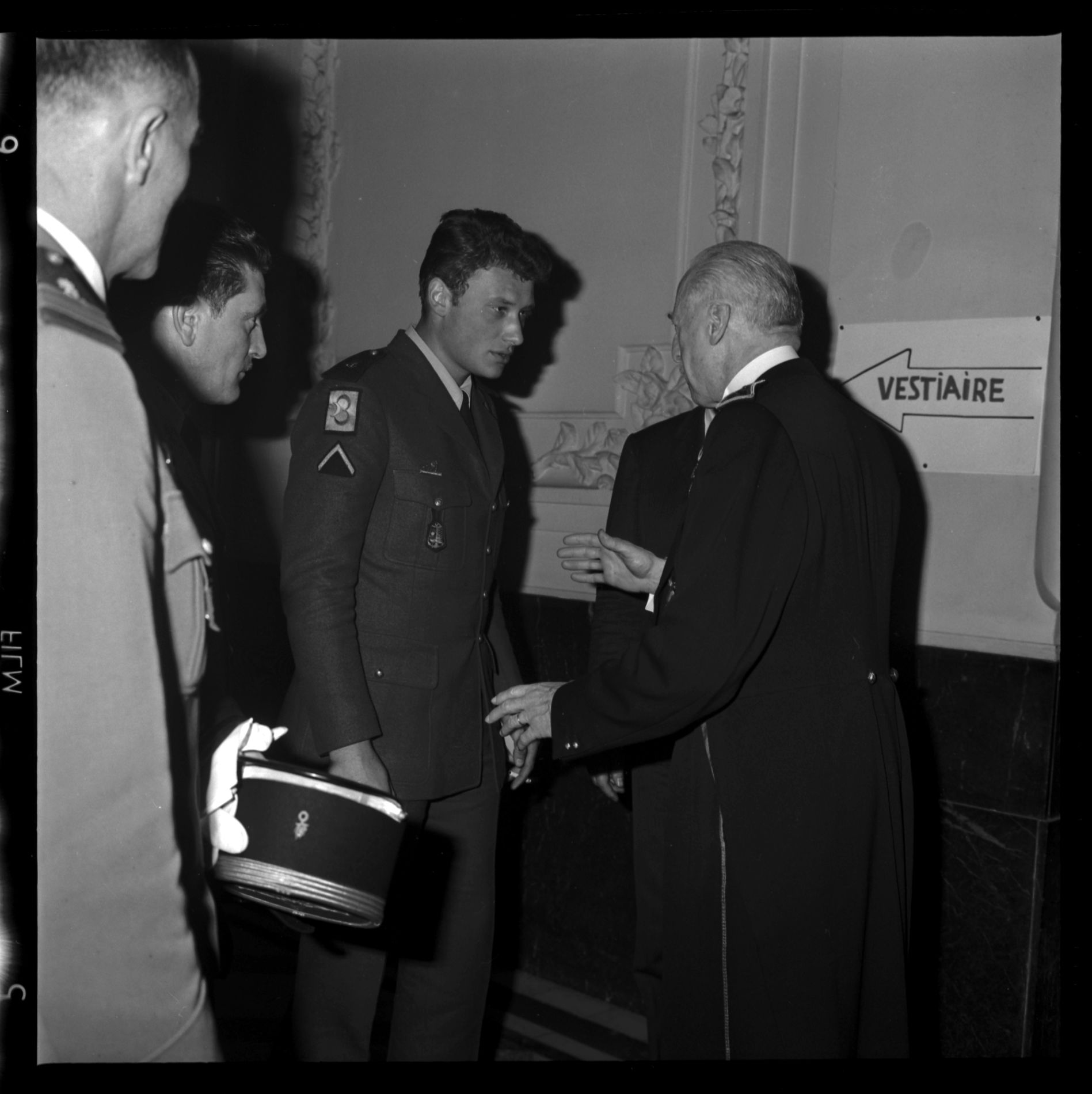
Johnny Hallyday en tenue militaire lors d'un gala, le 2 juin 1965, au théâtre du Capitole, en conversation avec le général Kœnig.

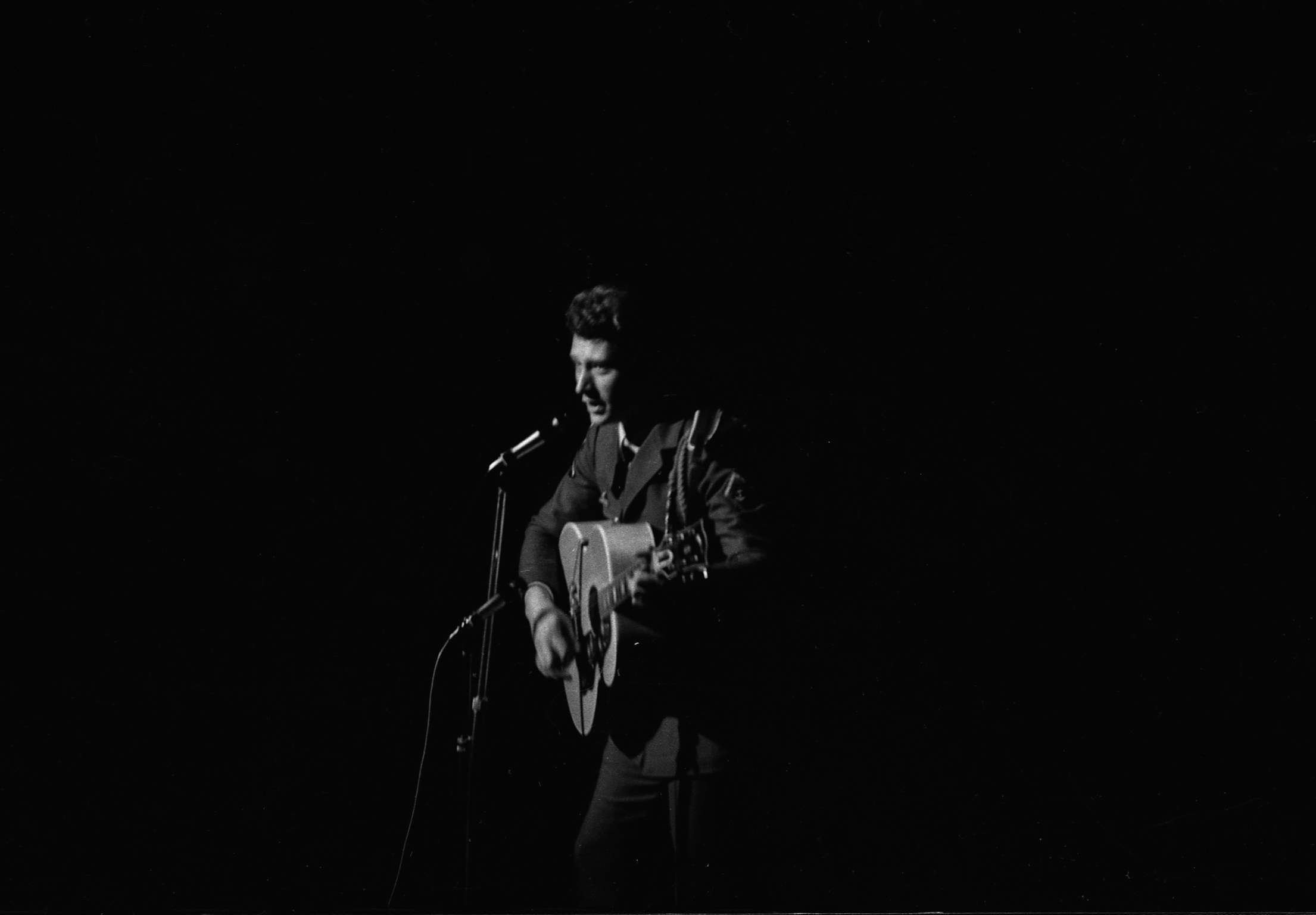
La nuit de Légion et Musique, le 2 juin 1965, sur la scène du théâtre du Capitole

Le soldat Smet obtient une permission spéciale afin de pouvoir épouser Sylvie Vartan. Le couple se marie le 12 avril 1965, à Loconville ; il souhaitait une cérémonie intime, mais envahie par le public et la presse, l'événement provoque une émeute. L'album Hallelujah sort le 9 juillet 1965. S'il est toujours militaire, c'en est fini des poses en tenue règlementaire et sur la pochette Hallyday apparaît guitare à la main, vêtu d'un blouson et d'un blue-jeans.
En août, Johnny Hallyday obtient des autorités militaires l'autorisation de chanter durant les dernières semaines de son service. Le 5, il débute à Colmar la tournée Johnny reviens,. Le 28 août, le chanteur est libéré et (ce jour-là), il donne en matinée à Strasbourg, un gala d'« adieu aux copains de l'armée », puis (le soir même), chante au casino de Juan-les-Pins. Le chanteur se produit jusqu'au 6 septembre à travers la France, mais aussi en Belgique et en Suisse, où le 18 août à Genève, sa venue provoque une telle émeute, qu'il lui est interdit de s'y produire durant plusieurs années pour trouble à l'ordre public,.
En novembre 1965, sort un second album Johnny chante Hallyday qu'il a entièrement composé et qui marque le début d'une longue collaboration artistique avec son ami Long Chris. Le chanteur se produit à partir du 25 octobre à l'Olympia, jusqu'au 26 décembre. Musicalement Hallyday évolue vers le rhythm and blues, son tour de chant est entièrement renouvelé et les anciennes chansons sont expédiées en un medley qui ouvre le récital. Seule la chanson Le Pénitencier, parmi les anciens succès, est présente et le public, quelque peu dérouté, ne retrouve pas le « copain teenager ». Son retour laisse une impression mitigée.

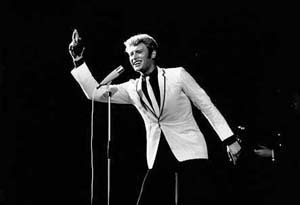
Johnny Hallyday en concert en 1965.

En ce début d'année 1966, plus rien ne semble aller pour lui : ses ventes de disques connaissent une forte baisse et multipliant les galas, il ne joue pas toujours à guichet fermé. En cette période difficile, Hallyday se produit dans plusieurs pays étrangers, notamment en Europe de l'Est. Arrive alors un nouveau chanteur nommé Antoine qui connait un succès fulgurant avec le titre Les Élucubrations d'Antoine, où au détour d'un couplet, il propose d'enfermer « Johnny Hallyday en cage à Medrano ». Peu après, Hallyday réplique avec le titre Cheveux longs et idées courtes qui connaît un succès égal.
Il figure à une place privilégiée sur la « photo du siècle » prise par Jean-Marie Périer, le 12 avril 1966, qui réunit 46 vedettes françaises du yéyé.
En août 1966, Johnny enregistre un nouvel album à Londres. Il y fait la connaissance de Noel Redding et Jimi Hendrix, qu'il contribue à faire connaître en les engageant dans sa tournée. Une plaque commémorative au Novelty de la rue Chartraine à Évreux, évoque le premier concert de la toute première tournée d'Hendrix le 13 octobre 1966, en première partie de Johnny Hallyday. Si professionnellement cela va mieux, il n'en est pas de même côté vie privée. Son fils, David, naît le 14 août, alors qu'il chante à Milan. Le lendemain, il est au chevet de Sylvie, pour quelques heures, puis s'envole pour Venise, où il se produit le soir même. La presse se fait l'écho d'une séparation imminente alors que le fisc lui réclame un lourd arriéré d'impôts. Le 10 septembre, Johnny doit chanter à la Fête de l'Humanité ; épuisé par le rythme des galas et profondément déprimé, à quelques heures de la représentation, il tente de se suicider puis est hospitalisé d'urgence. C'est dans ce contexte, que Philips sort le titre Noir c'est noir [...], qui devient son plus important succès depuis Le Pénitencier).
Après quelques semaines de convalescence, à l'occasion d'un Musicorama Johnny chante à l'Olympia le 18 octobre, accompagné par une nouvelle formation, les Blackburds,, que dirige le guitariste Mick Jones et le batteur Tommy Brown. C'est un Johnny nouveau qui apparaît, son récital, sur des sonorités pop et rhythm and blues, est totalement inédit, son jeu de scène est renouvelé, son chant aussi. Désormais Hallyday « donne de la voix » et à force de débauches d'énergies, il emporte l'adhésion. Cette représentation à l'Olympia relance totalement sa carrière.
Le lendemain, l'album La Génération perdue est commercialisé. Ce disque, qui regorge de hits et de titres pour la scène demeure l'un des plus importants de sa production. L'année s'achève sur un autre grand succès, Si j'étais un charpentier.

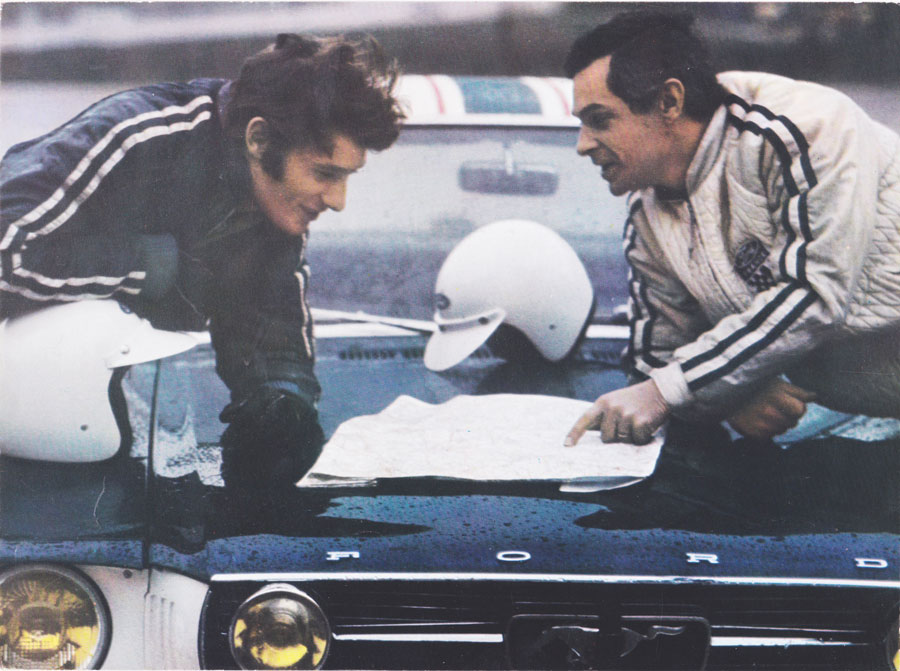
Johnny Hallyday et Henri Chemin avant le départ du rallye Monte-Carlo de 1967.

Enregistrée à Londres en décembre, avec la participation de Jimi Hendrix, l'adaptation de Hey Joe est un nouveau tube pour Hallyday au printemps 1967.
La séparation entre Sylvie et Johnny n'est plus d'actualité et le couple se produit à l'Olympia du 15 mars au 16 avril. Johnny assure la seconde partie et commence son tour de chant avec Les coups, qu'il entame depuis les coulisses, le son allant crescendo à mesure qu'il avance vers la scène. Côté orchestration, priorité est donnée aux cuivres sur des tonalités très soul (Olympia 67). Fort de ce succès, le couple entame une tournée sud américaine de plusieurs semaines.
Amour d'été, adapté d'un classique d'Elvis Presley et Aussi dur que du bois sont les titres forts du nouvel album Johnny 67, qui confirme son orientation vers la musique soul. À l'automne, avec San Francisco et Fleur d'amour et d'amitié imposées par sa maison de disques, le rockeur cède à la mode hippie, alors que Mon fils et Psychedelic — titre sur lequel joue le guitariste Jimmy Page — complètent ce nouvel EP.
Europe no 1 lui consacre, le 14 novembre, un Musicorama exceptionnel organisé au Palais des sports de Paris. 450 projecteurs et 800 phares de voitures dressés tel un mur au fond de la scène servent de décors. Pour la première fois, il utilise des écrans sur lesquels sont projetés une multitude d'images disparates. Le récital très contrasté alterne séquences peace and love et rock psychédéliques et violents. Johnny quitte la scène après un Lucille déchaîné et s'effondre au bord de la syncope dans la voiture qui l'emporte. La presse française et internationale commente largement la prestation d'Hallyday qui acquiert véritablement ses galons de bête de scène. (Johnny au Palais des sports).
À ce moment de sa carrière, un constat s'impose. Depuis deux ans, Johnny Hallyday est de toutes les influences musicales de l'époque : rhythm and blues, musique pop, musique soul, rock psychédélique et il n'a plus enregistré de rock 'n' roll depuis 1965 (année où il enregistre Rock and Roll Music) et, bien qu'il ait repris à la scène le classique de Little Richard Lucille, il faut attendre l'album Rêve et Amour et la chanson Cours plus vite Charlie pour qu'il y revienne furtivement.
En 1968, Johnny confirme ses errances musicales tous azimuts, avec plusieurs super 45 tours, qui précèdent la sortie, en juin, de son neuvième album studio Jeune Homme, avec lequel il poursuit sa période psychédélique qu'il parachève avec l'emblématique album Rêve et Amour qui paraît en octobre. La pochette du disque, mi-photo mi-dessin, est fortement influencée par celle de Sgt. Pepper's Lonely Hearts Club Band des Beatles. Il y apparaît vêtu d'une tunique couverte de médaillons aux effigies de nombreuses personnalités de la chanson, du cinéma, de la politique... Les titres Entre mes mains, Fumée et Cours plus vite Charlie, s'imposent au public. Ce dernier est l'unique reprise d'un disque qui initialement devait être enregistré en anglais.
Dans le cadre des Jeux olympiques d'hiver de 1968, il se produit à Grenoble le 10 février (Europe 1 retransmet l'évènement à l'occasion d'un Musicorama). Le 10 mai 1968, lors de sa troisième tournée en Afrique, Hallyday est expulsé du Cameroun à la suite d'une rixe avec le ministre centrafricain de la Fonction publique à l'hôtel Indépendance de Yaoundé.
En concert à Johannesbourg, en octobre, ébloui par un projecteur, Johnny Hallyday tombe dans la fosse d'orchestre et se fracture un pied. Il termine malgré tout la représentation et c'est dans le plâtre qu'il honore chacun de ses engagements en Afrique du Sud. Contre l'avis des médecins, il fait de même en France, jusqu'à ce que, victime d'un malaise, il s'effondre sur la scène du Palais d'Hiver à Lyon. Cet incident l'oblige à plusieurs semaines de repos forcé, durant lesquelles il travaille avec Mick Jones et Tommy Brown à la formation d'un nouveau groupe.

### Rocks violents et chants contestataires (1969-1971)
En février 1969, Johnny Hallyday reprend la scène, d'abord au Canada, puis en France, où il rode son nouveau tour de chant, avant de se produire au Palais des sports de Paris du 26 avril au 4 mai. Un nouveau guitariste, Jean-Pierre Azoulay (remarqué en février au Golf-Drouot), a intégré la formation et va fortement marquer le « son Hallyday » au cours des années à venir,. Au Palais des sports, l'artiste propose un spectacle totalement inédit. Évoluant sur plusieurs scènes reliées à la principale, sur l'une d'elles, il interprète Caché derrière mes poings chanson dédiée au « noble art », sur laquelle il se met en scène en boxeur. Écrite par Gilles Thibaut et Jean Renard, la chanson Que je t'aime alors inédite fait grosse impression et compte parmi les moments forts du tour de chant. 100 000 spectateurs assistent à ce qui est véritablement son premier « grand » spectacle, qualifié par le magazine Rock & Folk de « show de l'an 2000 » (un live nommé Que je t'aime sort en novembre).
En cette période post-soixante-huitarde, Johnny Hallyday s'oriente vers un rock plus dur, plus violent, plus engagé.
Communément appelé Rivière… ouvre ton lit, un nouvel album très blues rock mais aussi psychédélique, pour lequel il s'est entouré de nombreux musiciens anglais, notamment Peter Frampton et Steve Marriott et des paroliers Gilles Thibaut et Long Chris, sort en mai. Aux manettes Glyn Johns, producteur, ingénieur du son ayant collaboré avec la crème de la musique pop rock (The Beatles, The Rolling Stones, Led Zeppelin...) c'est à l'époque un disque très novateur dans le paysage rock français. Si le disque offre au chanteur nombre de chansons pour la scène, seul Je suis né dans la rue accède au rang de tube et devient un classique de son répertoire. La chanson Que je t'aime diffusée en 45 tours en juin, obtient un grand succès et demeure l'une des plus célèbres de l'interprète. Sa tournée d'été bat des records d'affluence et Que je t'aime déclenche d'authentiques scènes d'hystérie et nombre d'évanouissements. Le spectacle achevé, Hallyday est très souvent évacué en car de police pour échapper à l'enthousiasme des fans.
En 1970, sa collaboration avec le journaliste, écrivain et cinéaste Philippe Labro poursuit cette évolution et marque grandement sa carrière. Ils sont amis et ont une passion commune pour l'Amérique. Les textes écrits par Labro donnent aux chansons d'Hallyday plus de profondeur, révélant un nouvel aspect du chanteur. La première chanson Labro-Hallyday à être diffusée leur attire bien des problèmes. Alors que la face B du 45 tours On me recherche (qui raconte le périple d'un truand et ose quelques insolences envers la police), passe sans encombre, il n'en est pas de même pour le titre Jésus Christ, sur lequel Johnny chante que « si le christ vivait encore aujourd'hui, il serait un hippie », ce qui déclenche polémiques et scandales. La chanson s'attire les foudres de l'église et le Vatican menace d'excommunier l'auteur et l'interprète. Interdit d'antenne, le disque est retiré des rayons dans plusieurs magasins. Cette censure dope les ventes. Cependant, bien qu'il ne la clame pas, Johnny Hallyday n'a jamais caché sa foi catholique.
Un nouvel album, intitulé Vie, sort en novembre. Le disque diffère des productions précédentes, plus engagé plus contestataire, il évoque des problèmes contemporains comme l'écologie. Essentiellement écrit par Philippe Labro et Jacques Lanzmann, Vie est l'une des plus fortes ventes de cette fin d'année. L'année est également marquée par le cinéma, où pour la première fois le chanteur trouve deux véritables rôles : il incarne un justicier dans Le Spécialiste, western de Sergio Corbucci et un voyou repenti dans Point de chute, drame policier de Robert Hossein.
Le 20 février 1970, Sylvie Vartan et Johnny Hallyday se rendent à Belfort pour un gala et sont victimes d'un grave accident de la route. Si lui n'est que très légèrement touché, c'est beaucoup plus grave pour Sylvie, sérieusement blessée au visage. Des spécialistes américains en chirurgie esthétique parviennent, après plusieurs opérations, à lui rendre son visage. Début 1971, l'affiche d'une tournée aux Antilles et au Canada fait scandale : Hallyday y apparaît crucifié sur une guitare. À Pointe-à-Pitre, le spectacle se transforme en émeutes et durant les étapes canadiennes les incidents sont également nombreux. Le succès de la chanson Oh ! Ma jolie Sarah est fulgurant et s'inscrit parmi les plus gros succès de la décennie. Elle précède la sortie en juin de Flagrant délit, un album exclusivement rock dont Philippe Labro a entièrement écrit les textes. Johnny Hallyday a longtemps dit de Flagrant Délit qu'il était « de tous [s]es albums, celui qu['il] préfér[ait] » (et cela, jusqu'à ce que Rock'n'Roll Attitude ne prenne cette première place).
L'artiste chante au Palais des sports de Paris du 21 septembre au 14 octobre. Jamais encore il ne s'est produit dans la capitale sur une aussi longue période. Le son, volontairement poussé dans le rouge confirme une orientation musicale où la violence va crescendo. Chaque soir, il est accompagné au piano par Michel Polnareff qui s'est gracieusement proposé de jouer pour lui, pour le seul plaisir de la scène. Le tour de chant s'achève par un Medley rock'n'roll en anglais et lors de la dernière représentation, Johnny multipliant les standards américains, reste en scène plus de trois heures et demie. (Live at the Palais des sports).

### Ballades, country et rock 'n' roll (1972-1975)

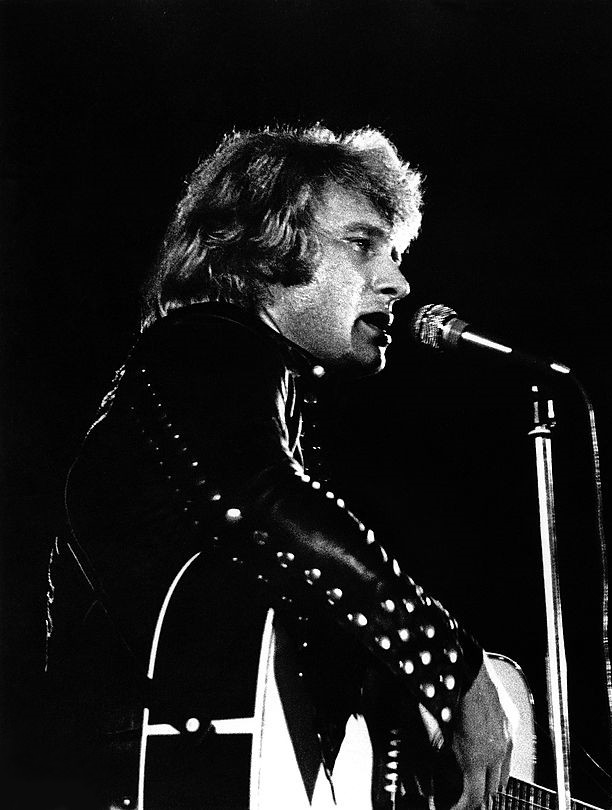
Johnny Hallyday en 1973.

1972 marque l'arrivée de l'auteur-compositeur-interprète Michel Mallory qui, après Philippe Labro, va fortement influencer la carrière de Johnny Hallyday. Parolier attitré du chanteur durant près de dix ans, il écrit ou adapte une centaine de chansons, au fil desquelles se révèle un Johnny plus intime. Son chant devient moins agressif, sa musique moins dure et, délaissant les rocks violents, il s'oriente vers un rock plus mélodieux mais non moins fougueux. Au cinéma, sous la direction de Claude Lelouch, Johnny organise son propre enlèvement dans L'aventure c'est l'aventure, film dont il interprète la chanson titre.
J'ai tout donné de François Reichenbach, film consacré au phénomène Hallyday, est présenté en ouverture du Festival de Cannes 1972. Pour les besoins de ce documentaire, le réalisateur a suivi Johnny avec sa caméra durant une année : aux États-Unis, sur la scène du Palais des sports de Paris, en tournée à travers la France, etc. Sorti en juin, l'album Country, Folk, Rock est l'une des premières incursions d'Hallyday dans la country. Genre, à l'époque, peu prisé en France, le disque connaît un succès d'estime. Pour sa tournée d'été, il s'essaye à un nouveau spectacle le Johnny Circus mêlant numéros de cirque et musique. L'entreprise de par son gigantisme est un gouffre financier pour Johnny Hallyday. Ce qui l'empêche, durant quatre années, de produire de nouveaux shows sur une scène parisienne. Un nouveau 45 tours, Avant, conclut une année en demi-teinte pour le chanteur.
Début 1973, la chanson La Musique que j'aime s'impose au public et devient l'un de ses grands classiques. Elle ouvre l'album Insolitudes, où blues, rocks et ballades font la part belle aux guitares. Le disque compte parmi les meilleures réussites du tandem Mallory-Hallyday.
À la demande de Bruno Coquatrix, alors en proie à d'importants problèmes financiers, Johnny donne gracieusement plusieurs représentations à l'Olympia, en juin, alors que sur les ondes, en duo avec Sylvie Vartan, la chanson J'ai un problème est un hit et l'un des grands succès de l'année (album J'ai un problème). Durant l'été, le couple se produit ensemble sur scène à l'occasion d'une tournée commune à travers la France, mais aussi, la Suisse, la Belgique, l'Italie, l'Espagne et la Grèce,.
En 1974, Je t'aime, je t'aime, je t'aime, un nouvel album essentiellement composé de ballades, offre à Johnny l'occasion de chanter avec emphase et lui révèle la recette de succès à venir tels que Requiem pour un fou ou Derrière l'amour. Michel Mallory est l'unique auteur d'un opus qui voit Mick Jones jouer une dernière fois pour Hallyday. Le 28 juin 1974, il chante au pénitencier de Bochuz en Suisse. Malgré plusieurs tentatives, le chanteur n'a jamais réussi à obtenir les autorisations nécessaires pour concrétiser un tel projet en France. Sa prestation est enregistrée et diffusée à la télévision suisse romande le 23 juillet, durant l'émission Pour vous Messieurs X : Johnny Hallyday et Raymond Devos à Bochuz. Lors de l'entretien avec les prisonniers, Johnny déclare : « J'ai été sauvé par mon métier, peut-être que je serais ici aujourd'hui si je n'avais pas eu cette chance ». Lorsqu'il quitte le pénitencier, les détenus le saluent en frappant avec leurs gobelets aux barreaux de leurs cellules. Sa tournée croise celle de Michel Sardou, les 3 et 29 août, les deux amis se produisant ensemble à Béziers et Genève. Comme durant la totalité des années 1960-1970, Johnny Hallyday enchaîne les tournées et donne quelque deux cents galas par an. Sur scène, il déploie tant d'énergie qu'il en sort souvent au bord du K.O.. Cet engagement sans retenue, doublé par une existence de noctambule qui l'entraîne dans bien des excès, n'est pas sans quelques « clashs », comme ce soir d'été, où il s'effondre d'épuisement sur scène à Alençon. Lors d'un entretien télévisé, Johnny Hallyday déclare : « Je suis un chanteur de rock revu et corrigé par la variété ». À peine a-t-il dit cela que, se faisant mentir, il enregistre coup sur coup trois albums de rock 'n' roll. Rock 'n' Slow est le premier volume de ce qu'il nomme sa « trilogie retour aux sources ». Hallyday chante Berry, Cochran, Presley, les Stones (c'est une première), sans négliger les créations originales comme (notamment), À propos de mon père et Rock'n'roll man. La sortie de l'album précède une tournée de promotion, qu'il débute par Souvenirs, souvenirs, marquant un peu plus encore ce retour aux origines.

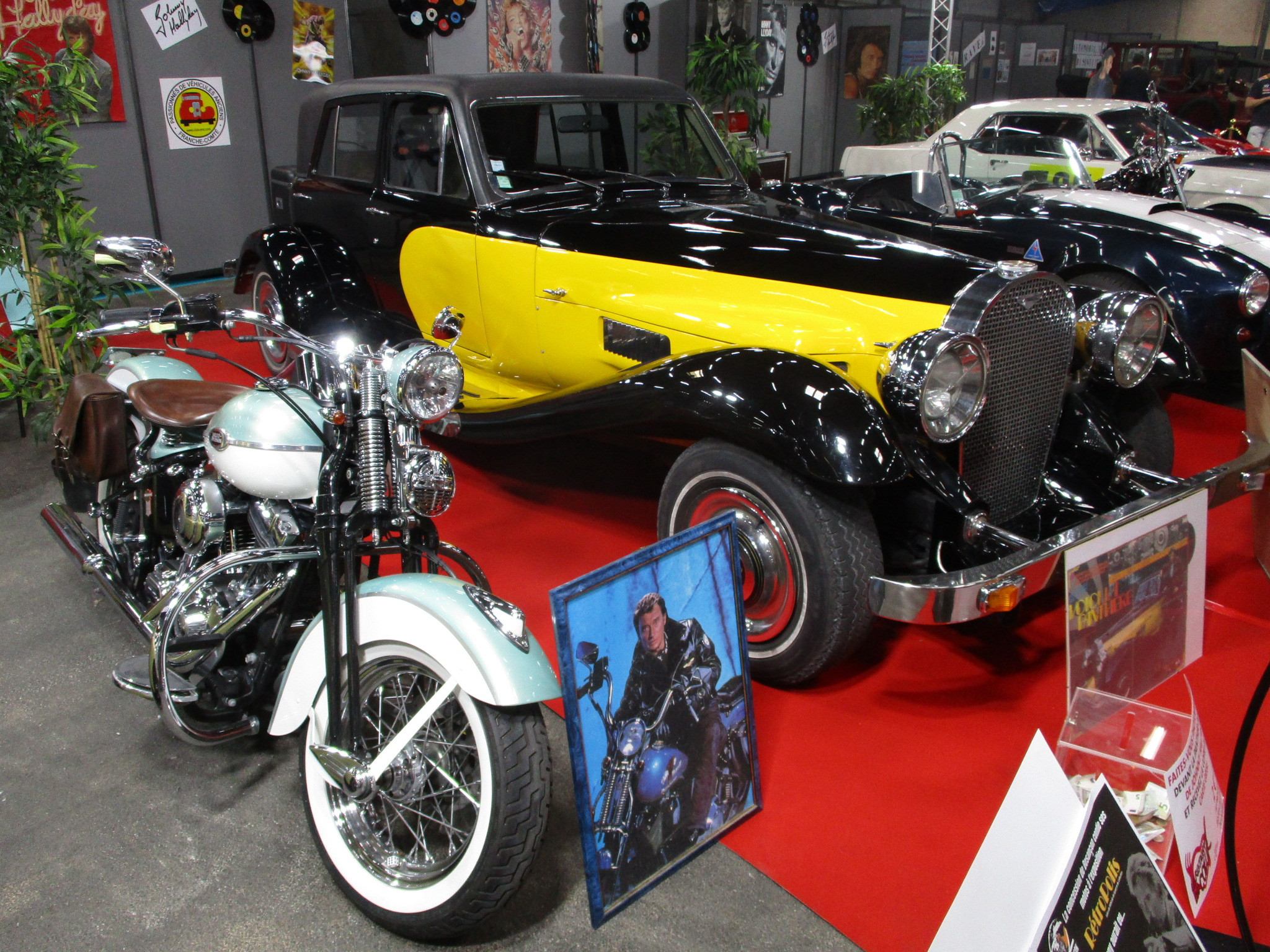
Panther De Ville offerte à Johnny Hallyday par Sylvie Vartan en 1975.

Début 1975, le chanteur est en studio à Memphis et Nashville. Sur Rock à Memphis, il grave treize standards des « fifties ». L'album, publié en mai, est favorablement accueilli par la critique et le public. Dans la foulée, l'album La Terre promise est enregistré à Nashville. Le disque, aux sonorités très country rock, mélant adaptations et créations originales, sort en septembre.
Sur les ondes, dès avril, les titres La Fille de l'été dernier et Hey lovely lady, pressés sur un même 45 tours, sont des « hits ».
À la suite d'ennuis avec le fisc, qui lui réclame plusieurs centaines de millions de francs d'arriérés, Johnny fait part de son désir de tout arrêter et il s'installe aux États-Unis avec Sylvie et David. Mais l'envie de chanter et le démon de la scène reprennent vite le dessus et, à l'automne, il enregistre deux albums et annonce sa rentrée au Palais des sports de Paris en septembre 1976.

### One-man-show, rocks et variétés (1976-1981)

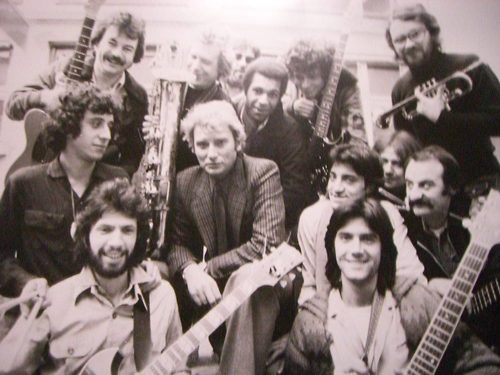
Musiciens de la tournée 1978 de Johnny Hallyday.

Ce retour est marqué par de nombreux changements artistiques. Jacques Revaux (avec qui Johnny a travaillé occasionnellement une dizaine d'années auparavant), assure désormais la réalisation des albums et les chansons dites de variétés se font plus nombreuses : la popularité du chanteur se renforce, les succès présents renouant avec ceux de ses premières années. Sortie en février 1976, Requiem pour un fou se classe au sommet des hit-parades en deux jours et est très vite disque d'or. Johnny obtient un second hit avec la chanson Derrière l'amour annonciatrice de l'album éponyme. Le disque, qui alterne rock et variété, obtient un grand succès et devient la meilleure vente de la décennie de l'artiste. À l'automne, la chanson Gabrielle (unique titre rock du chanteur à accéder, en cette période, au rang de tube), devient un nouveau no 1.
En mai, en Italie, sort son second album enregistré dans une langue étrangère, In italiano. Il se produit au Palais des sports de Paris du 28 septembre au 31 octobre. À la scène aussi les changements sont notoires et, si le tour de chant conserve la fougue dont est coutumier le chanteur, il est aussi nettement moins agressif que les précédents show parisiens de 1971 et 1969. La mise en scène gagne en standing ce qu'elle perd en violence. Ce one-man-show consacre sa première partie aux succès des années soixante, tandis que la seconde fait la part belle aux albums Derrière l'amour et Rock à Memphis. Le spectacle attire deux cent mille personnes et Johnny établit un nouveau record du plus grand nombre de spectateurs pour un spectacle musical,. Désormais, effets spéciaux et innovations techniques agrémenteront ses prestations à venir, dans un gigantisme et une mise en œuvre de moyens exceptionnels pour un chanteur français. (Johnny Hallyday Story - Palais des sports)
Hamlet, premier double album studio du chanteur et l'un des tout premiers opéra-rock en France, paraît en novembre. Gilles Thibaut signe le livret de l'adaptation en vers de la pièce de Shakespeare, sur une musique composée par Pierre Groscolas, fortement influencée par le rock progressif. L'album, sort sans aucune promotion et ne trouve pas son public (d'autant que l'actualité du moment, c'est le show Johnny Hallyday Story, avec lequel le chanteur tourne en province durant plusieurs mois). Hamlet est un échec commercial et l'idée de le monter sur scène, sur une mise en scène confiée à Robert Hossein, est abandonnée. En cette période, les disques d'or se succèdent. La réussite de Derrière l'amour fait florès et les albums à venir s'inspirent grandement du même concept. Bien qu'Hallyday ne délaisse nullement le rock, ses productions du moment sont estampillées variétés et si, jusqu'alors, il s'est souvent entouré de pointures parmi les musiciens pour ses enregistrements, le chanteur se contente désormais d'orchestres sans autre forme distinctive.

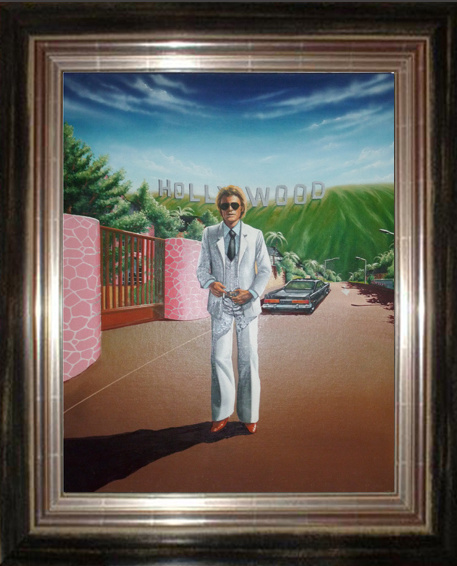
Illustration créée pour la couverture de l'album Hollywood.

En octobre 1977, sort l'album C'est la vie. Le titre phare, J'ai oublié de vivre, est l'unique tube d'un disque qui obtient pourtant les faveurs du public. Jacques Revaux cède la place de directeur artistique à Eddie Vartan en 1978. La chanson Elle m'oublie (premier extrait de l'album Solitudes à deux), obtient un grand succès, comptant parmi les plus importants de la décennie et remporte le grand prix du Midem à Cannes.
Cette année-là, Antoine avec Les Élucubrations revisited donne une suite à son succès de 1966 et à nouveau interpelle Johnny Hallyday, qui cette fois, ne répond pas.
Hollywood, enregistré à Los Angeles, sort en janvier 1979. L'album contient de nombreuses adaptations et emprunte de multiples couleurs musicales : Hallyday chante Bob Seger, Robert Palmer et (plus étonnant), Jimmy Cliff. Le Bon Temps du rock and roll est l'unique tube et single d'un album qui rompt avec les précédentes productions. À l'occasion des festivités de bicentenaire de la marine, le 29 septembre, il chante sur le Foch, devant un parterre de marins ; le show est retransmis en direct sur TF1. Du 18 octobre au 26 novembre, Johnny présente au pavillon de Paris son nouveau spectacle, conçu sur un thème de science-fiction, L'ange aux yeux de lasers. Le chanteur propose plusieurs inédits, notamment Ma gueule, qui très vite devient un standard. Pour son entrée en scène, Hallyday porte des lunettes spécialement adaptées pour lancer des rayons lasers en direction du public. C'est encore sous des lasers qu'il termine, foudroyé, cette première partie, après avoir chanté un vibrant plaidoyer contre la peine de mort, Sauvez moi. La seconde partie est d'une facture plus classique : Hallyday y interprète de nombreux succès et achève son récital par une longue séquence rock 'n' roll, sur laquelle l'accompagne au piano Gilbert Montagné. Lors de la dernière représentation, David Hallyday (alors âgé de 13 ans), fait sa première apparition publique en accompagnant son père à la batterie sur Rien que huit jours. Joué à guichets fermés durant six semaines, le spectacle attire 250 000 spectateurs et le double album Pavillon de Paris : Porte de Pantin bat des records de vente pour un disque live.
Diffusé en juin 1980, l'album À partir de maintenant, essentiellement composé de ballades, ne contient aucun tube et n'est jamais parvenu à s'imposer comme marquant dans la discographie du chanteur. Il se distingue par la reprise de La Poupée qui fait non de Michel Polnareff et par la création de Je ne suis pas un héros, chanson écrite par Daniel Balavoine pour Johnny Hallyday. Ce même mois, Sylvie et Johnny chantent à la Fête de la Liberté devant plus de 200 000 spectateurs. Après un concert à Orange, le couple se produit encore aux Arènes de Béziers le 13 août ; le public ignore alors qu'il assiste à ce qui est leur dernière représentation commune. Sylvie Vartan et Johnny Hallyday ont officiellement divorcé le 5 novembre.
Début 1981, sort l'album En pièces détachées, qui marque un net retour au rock dur et violent : avec le titre Guerre, Hallyday s'offre une incursion dans l'univers du hard rock et la chanson Lady Divine, qui se veut une mise en garde contre la consommation de substances illicites et dangereuses, est censurée par sa maison de disques, qui impose son titre (la chanson devait à l'origine s'appeler Lady Cocaïne), ainsi que quelques modifications du texte.
En février et mars, accompagné par une nouvelle formation, le Night Rider Band (anciens musiciens d'Elton John), il tourne à travers la France et la Belgique. Son tour de chant, entrecoupé de rares ballades, est essentiellement rock et, sur scène, Lady Divine, interprétée sans censure, redevient Lady Cocaïne au gré des couplets. La tournée s'achève sous chapiteau à Paris, porte de Pantin. Durant l'été, le spectacle est diffusé sur Antenne 2, dans son intégralité, à l'exception de Lady Divine, indésirable à la télévision. (Live). Enregistré à Londres, Pas facile sort en septembre. Album d'introspection, il révèle les désillusions, empreintes de nostalgie, du chanteur. Sur J'en ai marre, chanson à l'humour caustique, Hallyday invective la presse qui, il y a peu, l'a donné pour mort et généralement invente sa vie. Cet album marque la fin de la collaboration avec Michel Mallory, après neuf années d'une fructueuse complicité qui à présent marque le pas.

### Période difficile et retour aux sources (1982-1985)
Depuis Ma gueule, le chanteur ne connaît plus de grand « tube » et malgré un répertoire largement renouvelé ces dernières années, il manque de titres marquants. Pour autant, cette période où Johnny Hallyday collabore essentiellement avec Pierre Billon est fructueuse en créations. Au cours de ces quatre années, il enregistre huit albums studio (dont un en espagnol Black es noir et Version 82 où il réenregistre la totalité des chansons de sa période Vogue). Sorti au début de l'année 1982, l'album Quelque part un aigle, faisant fi des contraintes commerciales, s'essaye à d'autres thèmes, explore d'autres pistes musicales et déroute quelque peu le public. Il s'accompagne, en février-mars, d'une tournée avec un nouveau groupe, Énergy, ou cours de laquelle, le 19 février, le chanteur donne deux représentations pour les détenus à la Maison d'arrêt de Fleury-Mérogis.
À la ville, au printemps 1982, Johnny Hallyday entame avec Nathalie Baye une relation dont naît, en novembre 1983, Laura Smet. Commercialisé quelques jours avant la première du spectacle, l'album La peur n'existe que par et pour le show Fantasmhallyday, que Johnny donne au Palais des sports de Paris à l'automne. En 1983, Entre violence et violon est l'album du renouveau artistique, avec lui s'amorcent les changements à venir, qui trouvent leurs apogées avec les albums Rock'n'Roll Attitude et Gang. Avant cela, il se régénère à Nashville, « berceau du rock 'n' roll », où il enregistre trois albums : Entre violence et violon, En V.O. et Drôle de métier (plus un Spécial Enfants du rock, issu de l'émission Go, Johnny, Go diffusé sur Antenne 2 le 10 mars 1984). Entre violence et violon et Drôle de métier s'inscrivent parmi les meilleures réussites rock de l'artiste et lui fournissent nombre de titres taillés sur mesure pour la scène, à l'instar de la chanson Mon p'tit loup (ça va faire mal) qui est un succès. Si l'accueil de ces disques est mitigé, la popularité du chanteur n'en demeure pas moins intacte et, à la scène, il mobilise toujours autant les foules. Durant cette période avec peu ou pas de hits, Johnny Hallyday monte deux de ses plus grands spectacles.
Fantasmhallyday est présenté du 14 septembre au 11 novembre 1982, au Palais des sports de Paris. Ce show, le troisième et dernier à thèmes de l'artiste, est considéré comme l'un des plus grands jamais montés en Europe. Johnny incarne « le Survivant » dans un monde après l'apocalypse, où il affronte mutants et zombies. Jean-Claude Camus, en association avec Gilbert Coullier, est pour la première fois son producteur. En première partie, le chanteur repousse les codes du tour de chant traditionnel en proposant un répertoire de huit titres inédits sur les dix interprétés, n'hésitant pas à interrompre la partie musicale à deux reprises durant plusieurs minutes, pour la projection sur un écran géant d'une vidéo, puis plus tard, s'enchaînent sur la scène une succession de cascades et de combats. En seconde partie, il propose un récital plus conventionnel, essentiellement composés d'anciens succès. Durant deux mois, Johnny donne cinquante-quatre représentations pour deux cent cinquante mille spectateurs. (Palais des sports 82). Au cours d'une représentation, lors d'une cascade, il se blesse à une hanche. Il n'en continue pas moins la scène et, après la capitale, entame en province une longue tournée. Le chanteur, après encore quelques représentations durant l'été, est hospitalisé à l'hôpital Cochin, le 26 juillet 1983, où il est opéré de la hanche, avec la pose d'une prothèse,.

Johnny lors du Zénith 1984.

À partir du 25 octobre 1984 et jusqu'au 2 février 1985, Johnny Hallyday s'installe pour trois mois au Zénith de Paris, (une durée de programmation jamais vue en Europe). Le chanteur apparaît dans un poing géant et articulé venu du fond de la scène pour s'ouvrir au-dessus du public. Hallyday interprète plusieurs inédits durant ce tour de chant aux accents très rock, mais où ballades et émotions sont néanmoins présentes, notamment avec la reprise de Ne me quitte pas de Jacques Brel. Johnny achève la première session de son Zénith le 23 décembre ; les représentations reprennent le 4 janvier. Le 8 janvier, à quelques minutes de la fin du show, Hallyday s'écroule sur scène, victime d'une syncope. Hospitalisé jusqu'au 12, il est contraint d'annuler toutes ses dates jusqu'au 29 janvier. Le lendemain, Johnny Hallyday remonte sur scène pour les trois dernières dates. Ce spectacle demeure l'une des plus importantes productions et la plus « grosse machinerie » jamais mise en œuvre par l'artiste (Johnny Hallyday au Zénith).
La période Hallyday-Billon s'achève ici, malgré et peut-être grâce à une absence de « tube », elle est musicalement l'une des plus novatrices du chanteur. Elle n'est pas sans rappeler la période Mick Jones-Tommy Brown, tout autant déroutante pour le public, qui marque la seconde moitié des années soixante, où le chanteur, tout en se cherchant un « second souffle », a livré quelques-uns de ses albums les plus emblématiques. Pierre Billon est la « clé de voûte » de cette volonté de renouvellement chez Hallyday, en ce début de décennie. Une période souvent négligée, parfois décriée. Ainsi Jean-Claude Camus n'a guère de complaisance pour elle, lorsqu'il déclare : « Je considère qu'entre Jacques Revaux et Michel Berger il n'y a rien. […] Il faut reconnaître que depuis le disque avec Berger, il est reparti très fort, n'ayant jamais vendu autant de disques. ». Jean-François Brieu a un tout autre jugement : « Ce qui est caractéristique des productions Billon, c'est que l'on aime aller chercher loin dans les références littéraires, on adore déstructurer les mélodies […], on s'éclate à casser les lignes de basse, les soli trop proprets […]. Bref, on produit, c'est-à-dire qu'on prend des risques ».
L'année 1985 marque le début du Top 50, qui mesure l'impact d'un artiste à la hauteur de ses ventes (et non plus de ses classements dans les hit-parades). Ceux à venir du chanteur établissent que, de tous les artistes issus des années soixante, Johnny Hallyday résiste au temps et aux modes et est quasiment le seul, côté ventes, à pouvoir faire jeu égal avec les nouveaux venus.

### Vers une nouvelle image (1985-1992)

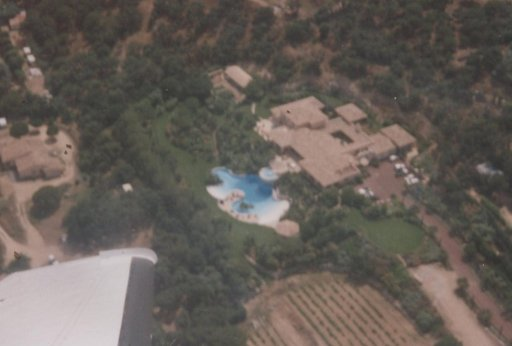
La villa Lorada de la presqu'île de Saint-Tropez, à Ramatuelle.

Depuis 1961, le chanteur est tenu par contrat de fournir chaque année « un nombre assez imposant d'albums et de 45 tours ». Alain Lévy, nouveau patron de Philips, pense que ses enregistrements devraient être moins nombreux afin de lui permettre de les peaufiner davantage. Dans cette optique, il est fait appel à des auteurs et compositeurs de renom chargés d'écrire du sur mesure pour Johnny Hallyday et lui permettre d'amorcer ce changement.
C'est ainsi qu'au printemps 1985, il enregistre l'album Rock'n'Roll Attitude, écrit composé et réalisé par Michel Berger. Le disque obtient un grand succès public et critique. De nombreux titres sont des hits et deviennent des standards de son répertoire, notamment Quelque chose de Tennessee, qui s'impose comme l'un de ses plus grands succès. L'album fait date dans la carrière de l'artiste, réactualisant les thèmes « hallydayens », il renouvelle quelque peu son public désormais élargi, son image en est profondément modifiée. Cette métamorphose, amorcée par Michel Berger, prend une autre dimension encore grâce au cinéaste Jean-Luc Godard, sous la direction duquel Hallyday tourne le film Détective et avec qui il monte les marches du palais du Festival de Cannes, pour y présenter le film en compétition officielle.
Après quinze années d'absence au cinéma dans un vrai rôle, Hallyday déclare : « Ce qui m'intéressait avec Godard, c'était de casser mon image de chanteur, d'éloigner le personnage Hallyday». L'année suivante, le réalisateur Costa-Gavras enfonce le clou avec Conseil de famille, une comédie policière où il confirme un réel talent de comédien. En revanche, le film Terminus de Pierre-William Glenn, en 1987, est un échec retentissant, à l'échelle des espoirs qu'Hallyday a fondés sur lui pour pérenniser son récent statut d'acteur.
Le 13 septembre 1985, après une seconde opération de la hanche début juin, Johnny Hallyday est de retour sur scène. Sa participation à la Fête de l'Humanité deux jours plus tard est l'objet d'une polémique dans les médias et, s'adressant au public, le chanteur déclare : « Pour remettre les choses à leur place, j'aimerai vous dire que je suis très heureux d'être ici avec vous à la Fête de l'Humanité, car avant tout, c'est une fête… des Français ». Cette année-là voit la naissance des Victoires de la musique. L'album Rock'n'Roll Attitude, plusieurs fois nommé (meilleur album rock, meilleure pochette, meilleur clip (réalisé par Bernard Schmitt, pour Quelque chose de Tennessee), n'en remporte aucune.
En 1986, il se sépare d'avec Nathalie Baye. C'est aussi la première année d'une carrière, commencée 26 ans plus tôt, où Johnny Hallyday ne se produit pas sur scène. À l'automne, il enregistre Gang, un album écrit et réalisé par Jean-Jacques Goldman. L'album, sorti le 6 décembre, est certifié disque de platine en deux semaines. Plus encore que le précédent, l'opus regorge de tubes en devenir : J'oublierai ton nom (en duo avec Carmel), Je te promets (dont le succès « flirte » avec les sommets atteints par Que je t'aime), Laura (premier titre du chanteur à être diffusé en CD single), qui bat des records au Top 50, où il reste classé six mois durant. Accompagné par une nouvelle formation (notamment Norbert Krief, ancien guitariste de Trust), il chante au palais omnisports de Paris-Bercy du 15 septembre au 4 octobre 1987. Produit par Jean-Claude Camus et Gilbert Coullier, mis en scène par Michel Berger, le spectacle Johnny se donne à Bercy se joue à guichets fermés. Présent sur scène dès le lever de rideau, Johnny, façon Jerry Lee Lewis et clin d'œil à   la chanson de France Gall, joue debout et au piano l'introduction d'un tour de chant qui compte sept reprises sur les vingt-deux titres d'un répertoire essentiellement extrait des deux derniers albums. Pour la première fois, une chanson lente, Quelque chose de Tennessee, termine le spectacle,, (Johnny à Bercy).
Jusqu'à la fin de l'année et durant une grande partie de 1988, le chanteur tourne en province, où son passage est bissé, voire triplé dans de nombreuses villes.
En 1989, Antenne 2 diffuse la série David Lansky, un policier aux méthodes musclées, avec dans le rôle-titre Johnny Hallyday. Fait rare, à l'occasion de la première diffusion, l'ensemble des magazines TV consacrent leur une à « Johnny-Lansky ». Sur les six initialement prévus, quatre épisodes sont tournés. Son 36e album studio, Cadillac, sort en juin. Étienne Roda-Gil signe l'ensemble des textes et réalise l'album. Plus rock que les précédents opus, le disque consacre plusieurs chansons à la moto. De moteur, de rock et de grands espaces, il en est encore question avec la chanson Cadillac : évocation de Antoine de Lamothe-Cadillac, aventurier français, qui fonde, en 1701, la ville de Détroit, berceau de l'industrie automobile et lieu de naissance de la firme discographique Motown. Conséquemment, la poésie de Roda-Gil, dans un raccourci qui mêle les époques et réécrit l'histoire, fait de l'aventurier le « père fondateur du Rock'n'Roll ».
Aux côtés de Véronique Sanson, Jean-Jacques Goldman, Michel Sardou et Eddy Mitchell, du 6 au 14 novembre, il participe à la toute première tournée organisée au profit des Restos du Cœur, fondés par Coluche en 1985. L'album Tournée d'Enfoirés est rapidement commercialisé au bénéfice de l'association.
Accompagné par Pierre Billon, Tony Frank et Adeline Blondieau, Johnny Hallyday, au printemps 1990, traverse d'est en ouest les États-Unis, à moto.
Fille de son ami Long Chris, Adeline épouse Johnny en juillet à Ramatuelle. Dans cette même ville, il entreprend la construction de la villa Lorada. Devant plus de deux-cent-cinquante-mille spectateurs, du 15 septembre au 4 octobre, Johnny présente, à guichets fermés son nouveau spectacle Dans la chaleur de Bercy. Il reprend Honky Tonk Women des Rolling Stones, Diego libre dans sa tête de Michel Berger et pour la première fois, inscrit à son répertoire Je ne suis pas un héros. Les chansons Je te promets et L'envie, pour lesquelles il est accompagné par l'Orchestre Symphonique d'Europe, clôturent le récital. (Dans la chaleur de Bercy). Par deux fois au cours de l'année, le chanteur est censuré. En janvier, le clip Les vautours, considéré trop violent, est interdit de télévision. Durant l'automne, son single Je ne suis pas un héros est interdit d'antenne pour cause de guerre du Golfe, certains y voyant une provocation.
En septembre 1991, sort l'album Ça ne change pas un homme, enregistré à New York et réalisé par Mick Lanaro. A contrario des précédents, l'opus propose un florilège d'auteurs compositeurs : Art Mengo, Jon Bon Jovi, Patrick Bruel, Tony Joe White, Philippe Labro... Johnny interprète plusieurs chansons d'une étudiante coréenne de 19 ans, Ysa Shandy, dont Tien a men et Dans un an un jour (dernière composition de Mort Shuman décédé quelques mois plus tôt). À l'automne 1992, pour la troisième fois Johnny Hallyday se produit à Bercy. Le spectacle Bercy 1992 débute par une séquence de prestidigitation, où on le voit descendre des limbes vers la scène, dans un ascenseur présenté vide quelques secondes plus tôt. Un morphing des visages du chanteur de différentes époques est diffusé tandis qu'il chante Ça ne change pas un homme. Sur Quelque chose de Tennessee, il rend hommage à Michel Berger disparu durant l'été, tandis qu'avec l'inédit J'ai tout donné il inscrit au tour de chant une séquence hard rock. Point d'orgue de ces quelques moments du spectacle, Hallyday, (avant rappel), conclut sur l'apocalyptique Poème sur la 7e, au terme duquel dans un écran de fumée, il s'élève vers les cintres emporté par une grue mécanique. (Bercy 92).

### Du Parc des Princes au Stade de France (1993-1998)
Pour le spectacle « Retiens ta nuit » qu'il joue les 18, 19 et 20 juin 1993, au Parc des Princes, Johnny gagne la scène par la pelouse en fendant la foule. Les images de cette entrée font le tour de l'Europe, suscitent nombre de commentaires dans la presse et ceux d'artistes internationaux, tels que Tina Turner ou Mick Jagger. Le récital compte cinquante-deux chansons (une vingtaine réparties sur quatre medleys) et plusieurs duos ; David Hallyday, Michel Sardou, Eddy Mitchell chantent avec lui, tandis que Joey Greco et Paul Personne l'accompagnent à la guitare sur quelques titres. Sylvie Vartan traverse le pont en acier — reproduction du Golden Gate Bridge de San Francisco — qui orne la scène, au volant d'une MG avant de rejoindre Johnny et de chanter Tes tendres années a cappella, puis en duo Le feu et Je veux te graver dans ma vie. Hallyday livre un show de plus de trois heures et attire un total de 150 000 spectateurs. (Parc des Princes 1993).
Cette année-là, sa maison de disques annonce qu'il a déjà vendu plus de 100 millions de disques. Johnny Hallyday enregistre en 1994, à Los Angeles Rough Town. Fait de Blues et de Rock, ce 38e album studio enregistré en anglais est son troisième du genre et son cinquième dans une langue étrangère. Afin de promouvoir l'album, il est décidé d'effectuer une tournée française et européenne et de se produire exclusivement dans des petites salles. Le tour de chant est pour l'essentiel en anglais. Il termine ses récitals dans « l'Hexagone » à la Cigale de Paris, puis en novembre chante dans plusieurs villes d'Europe du Nord : Zurich, Munich, Amsterdam, Francfort-sur-le-Main, Bruxelles, Düsseldorf, Hambourg. Comme l'album, cette tournée sans réelle promotion, connaît un succès très confidentiel et certaines dates sont annulées,. (À La Cigale).
Enregistré dans sa villa à Ramatuelle, l'album Lorada sort au printemps 1995. Jean-Jacques Goldman signe deux titres, dont un nouveau succès : J'la croise tous les matins. À l'automne, le chanteur se produit, pour la quatrième fois, à Bercy. Le récital composé de plusieurs extraits de Rough Town, de reprises de standards rock 'n' roll et d'un titre de Rod Stewart est bilingue et les titres anglo-saxons s'alternent avec ses succès. Johnny donne une longue séquence acoustique sur une mini scène au milieu du public et conclut son tour de chant avec L'Hymne à l'amour d'Édith Piaf. (Lorada Tour). Au moment même où Johnny Hallyday investit Bercy, est lancé le projet d'un concert à Las Vegas en 1996.
Le 25 mars 1996, un an jour pour jour après leur rencontre, Laeticia Boudou devient officiellement madame Hallyday. Le 24 novembre, Johnny Hallyday joue, devant sept mille spectateurs qui ont fait spécialement le voyage pour assister à son show américain, à L'Aladdin de Las Vegas. L'album Destination Vegas est spécialement enregistré pour l'occasion (l'album Live at the Aladdin Theatre, reste inédit jusqu'en 2003).
Le show Vegas sitôt achevé, le chanteur annonce un prochain spectacle prévu à Bercy en janvier 1998. (Ce sera finalement au Stade de France, en septembre 1998). Absent de la scène en 1997, exception faite de sa participation à la soirée des Restos du cœur en janvier, Johnny s'offre une année quasi sabbatique ne chantant que pour et avec les autres : il participe à l'album Friends for Life de Montserrat Caballé ; chante dans la nouvelle version du conte Émilie Jolie de Philippe Chatel ; est en duo avec Zucchero sur un titre de The Best of: Greatest Hits et fait les chœurs, avec Eddy Mitchell, pour Michel Sardou, sur la chanson Mon dernier rêve, (Salut).
Le Monde publie, le 7 janvier 1998, un entretien avec Daniel Rondeau intitulé Les confessions de Johnny, où il confie : « La cocaïne, oui, j'en ai pris longtemps, […]. Maintenant, […], j'en prends pour travailler, pour relancer la machine, pour tenir le coup. Je ne suis pas le seul d'ailleurs. La poudre et le hasch circulent à mort chez les musiciens. Il n'y a pas à s'en vanter, je n'en suis pas fier, […]. Il faut bien savoir que nos chansons, on ne les sort pas forcément d'une pochette-surprise. ». Composé et réalisé par Pascal Obispo Ce que je sais, son 41e album studio sort ce même mois. La pochette présente un Johnny « relooké », les cheveux courts, lèvres et visage « retravaillés » où moustache et bouc, (définitivement adoptés), sont de rigueur. Le 26 janvier 1998 au Zénith, Hallyday est de la distribution du traditionnel concert des Enfoirés. Le 18 juin, La Marche du siècle sur France 3, diffuse La nuit des hommes libres réalisé par Daniel Rondeau. Sur le générique de fin, Johnny chante Le Chant des partisans, avant que la chanson ne soit diffusée à l'automne de façon plus pérenne sur le single Seul.
Le 4 septembre, annoncé au public par le producteur Jean-Claude Camus, la première des trois concerts au Stade de France est annulée, quelques minutes avant le coup d'envoi, pour cause de forte pluie et est reportée au 11 septembre (ce soir là, le spectacle se joue sous une pluie torrentielle). Le 5, Hallyday fait son show. Un hélicoptère, (piloté par Michel Drucker), dépose Johnny sur le toit du stade, d'où il « disparaît » pour, quelques secondes plus tard, apparaître au milieu du stade dans un écran de fumée. La Musique que j'aime donne le coup d'envoi d'un récital de trois heures, agrémenté de plusieurs duos, d'une séquence acoustique, d'une autre symphonique (pour la seconde fois, après Bercy en 1990), l'Orchestre Symphonique d'Europe l'accompagne. Créé pour l'occasion, Allumer le feu, se joue sous un feu d'artifice et de lumières, avant que Johnny ne conclue avec la reprise de Sur ma vie de Charles Aznavour (Stade de France 98 Johnny allume le feu).

### Nouveaux records et regain de popularité (1999-2005)

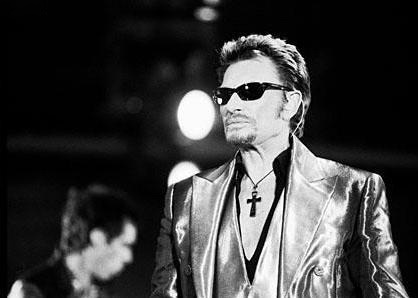
Johnny Hallyday en concert en 2003.

En 1999, l'album Sang pour sang, composé et réalisé par David Hallyday, obtient un franc succès. Au terme de l'année 2000, il atteint les deux millions d'exemplaires et devient la plus grosse vente d'album du chanteur. De nombreux extraits proposés en singles, constituent aussi quelques records de ventes qui confirment l'accueil du public fait à l'album.
Johnny Hallyday fête ses quarante ans de carrière en 2000. Pour l'occasion, Universal réédite, en CD digipack, les 40 albums studio Philips, avec un succès impressionnant : ainsi, le nombre d'exemplaires écoulés de l'album Hamlet au cours de la semaine de sa (re)sortie dépassent ceux de l'album Sang pour sang et la semaine du 10 juin, le chanteur place au Top albums et singles, douze singles et vingt-deux albums, tandis que son dernier opus revient à la seconde place. Le 10 juin 2000, dans le cadre des festivités prévues pour le changement de millénaire, l'artiste donne un spectacle gratuit au pied de la tour Eiffel, devant plus de cinq cent mille spectateurs. Retransmis en direct sur TF1, le spectacle établit un record d'audience avec huit millions de spectateurs (100 % Johnny : Live à la tour Eiffel). Le 15, il chante devant soixante mille spectateurs au Parc de Sceaux (un album live posthume est publié vingt ans plus tard).
Après vingt-sept années d'absence, Johnny Hallyday est de retour à l'Olympia, où il donne, le 17 juin, la première des quarante-deux représentations prévues jusqu'au 25 août (Olympia 2000). Les séances parisiennes sont entrecoupées de plusieurs concerts en province ainsi qu'à Bruxelles et Lausanne. La tournée s'achève à Montréal, où après une absence de vingt-cinq ans, Johnny donne trois représentations au théâtre St Denis. Le Tour 2000 réunit un total de plus d'un million de spectateurs.
Johnny Hallyday est le seul chanteur non anglophone à participer, avec de nombreux artistes internationaux, au CD Good Rockin' Tonight The Legacy of Sun Records réalisé en hommage au studio américain Sun Records. Sorti en octobre 2001 aux États-Unis, l'album reste inédit en France. À l'automne, il chante Saint-Preux en duo avec la fille du compositeur, Clémence : On a tous besoin d’amour (écrite par Jean-Paul Dréau) se classe 4e au Top 50 et clôt une année quasi sabbatique. Cette année-là, le chanteur renoue avec sa passion pour le sport automobile : au volant d'un 4x4 Mercedes, avec son beau-père André Boudou comme copilote, il participe au rallye de Tunisie et termine 43e. Le tandem se classe encore 21e au rallye du Maroc. En fin d'année, Johnny prend le départ du rallye Dakar, où, au volant d'une Nissan, avec René Metge comme copilote, il se classe 46e. Ils enchaînent avec le rallye de Tunisie, qu'ils terminent à la 42e place.
Johnny Hallyday chante Tous ensemble, titre officiel de l'équipe de France de football pour le Mondial. Le single sort en avril 2002 et se vend à six cent mille exemplaires avant même le début de la compétition. La chanson Marie sort en octobre et se vend à un million quatre cent mille exemplaires (elle demeure sa plus grosse vente de singles),. Elle précède la sortie du second double et 43e album studio de sa carrière, À la vie, à la mort, qui lui s'écoule à un million cinq cent mille exemplaires. Cette année-là, L'Express consacre sa « une » au chanteur et titre Enquête sur un phénomène national.
En 2003, Johnny Hallyday se produit pour la seconde fois au Parc des Princes, les 10, 11, 14 et 15 juin. Le tour de chant est l'occasion de nombreux duos, notamment avec Isabelle Boulay avec qui il interprète une nouvelle version de J'oublierai ton nom, où les couplets en anglais disparaissent au profit de paroles exclusivement en français. (Parc des Princes 2003) Il tourne ensuite dans les stades en France, en Suisse et en Belgique et termine sa tournée d'été au festival International de Baalbek au Liban. À l'automne, il se produit encore dans une trentaine de villes en province et conclut son Tour 2003 par quatre représentations au palais omnisports de Paris-Bercy (album live Hallyday Bercy 2003).
À ce stade de sa carrière, Johnny Hallyday n'a jamais semblé aussi populaire, ses disques établissent des records de vente et le public se rend en masse à chacune de ses tournées. C'est alors, qu'il choisit de remettre en question son contrat avec Universal Music Group, qu'il dénonce le 5 janvier 2004. Bien que rompu, son contrat l'oblige à enregistrer un dernier album. Cet ultime disque Philips sort le 7 novembre 2005. Réalisé par Pierre Jaconelli, l'opus plus rock que les précédents, voit Johnny renouer furtivement avec la composition, qu'il délaisse depuis une quinzaine d'années. Écrit en collaboration avec Michel Mallory, le titre Apprendre à aimer clôt un disque qui s'écoule à huit cent mille exemplaires. L'opus comprend également un duo enregistré avec les rappeurs du Ministère A.M.E.R. et Doc Gynéco, Le temps passe (diffusé en single au printemps 2006).
Le disque Ma vérité marque la fin d'une collaboration de quarante-quatre années avec sa maison de disques, durant lesquelles l'artiste a enregistré 44 albums studio, 22 albums live et quelque mille chansons.

### Nouveau label,Flashback touretTour 66(2005-2009)

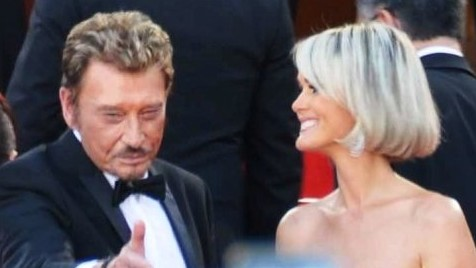
Johnny Hallyday et son épouse Laeticia au Festival de Cannes 2009.

Le chanteur signe en décembre 2005 chez Warner. En 2006, la nouvelle tournée de l'artiste, « Flashback Tour », ambitionne de le voir chanter dans toutes les salles parisiennes qui ont jalonné sa carrière avec, en point d'orgue, le Palais des sports de Paris, où il ne s'est plus produit depuis vingt-quatre ans et qu'il investit du 2 juin au 4 juillet (Flashback Tour : Palais des sports 2006). Durant l'été et jusqu'à la fin de l'année, il tourne dans plusieurs stades et festivals, alternant les représentations à Paris et en province. Il chante tour à tour à Bercy, au Zénith de Paris, à l'Olympia et à La Cigale, où il présente un récital différent, plus rock 'n' roll, alternant les reprises de standards américains. (La Cigale : 12-17 décembre 2006). Au terme de 111 représentations pour un total de plus d'un million de spectateurs, le « Flashback Tour » s'achève en mars 2007.
Le Cœur d'un homme, aux sonorités country blues, est dans les bacs en novembre. Réalisé par Yvan Cassar, ce premier album studio produit par Warner s'écoule à 500 000 exemplaires. Invité au Journal de 20 heures de TF1 du 2 décembre, Johnny annonce que sa prochaine tournée, Tour 66, prévue en 2009, sera la dernière. Pour autant, il déclare ne pas vouloir renoncer à chanter, ni même à la scène, mais plus sur une longue période. Le chanteur confirme son intérêt toujours croissant pour les duos. En 2008, il participe aux albums Balmoral de Loquillo, Peace Maker de Doc Gynéco et Duos de Charles Aznavour. En octobre sort son 46e album studio Ça ne finira jamais.

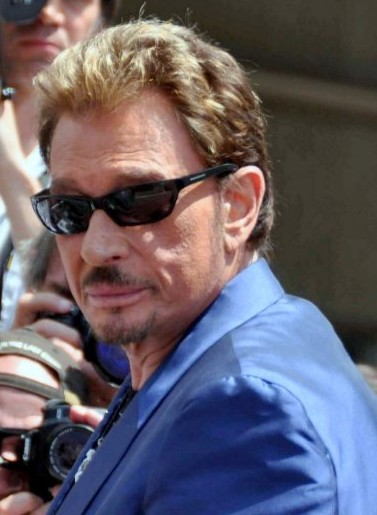
Au Festival de Cannes 2009.

Le 7 mai 2009, il démarre le Tour 66 au Zénith de Saint-Étienne où, en guise de répétitions générales, il donne huit représentations. Quelques jours plus tard, Johnny chante au Forest National de Bruxelles. Accordant un entretien à un journal télévisé, il confirme qu'il s'agit de sa dernière longue tournée, évoque ses projets de cinéma, mais aussi un probable prochain spectacle dans deux ou trois ans. Le même mois, le film Vengeance du réalisateur Johnnie To dans lequel Johnny tient le rôle principal, est présenté en compétition officielle au Festival de Cannes. Johnny Hallyday se produit les 29, 30 et 31 mai au Stade de France. Avec Ma gueule, il entame un récital de deux heures et demie, qui revisite cinq décennies de chansons. Ému et des sanglots dans la voix, l'artiste remercie le public pour sa fidélité, avant de conclure son tour de chant avec Et maintenant de Gilbert Bécaud. (Tour 66 : Stade de France 2009) En juin et juillet, il se produit dans une douzaine de stades. Le 14 juillet, Johnny chante devant plusieurs centaines de milliers de personnes sur le Champ de Mars aux pieds de la tour Eiffel, lors d'un concert gratuit pour le public, conformément aux vœux du président de la République, Nicolas Sarkozy, qui chaque année, à partir de 2007, souhaite associer un grand concert populaire aux réjouissances de la fête nationale. La première partie du Tour 66 s'achève par plusieurs représentations au Sporting Salle des Étoiles de Monaco.
Le 24 juillet, à la demande des assureurs de la tournée, il est hospitalisé pendant une dizaine de jours, pour une série d'examens. Début août, le magazine américain New York Post révèle qu'il a subi une opération du côlon. En septembre, dans un entretien au magazine Télé Star, Johnny confirme l'information, révélant qu'il a été opéré d'un cancer. En septembre, sur la scène de l'Olympia, où la chanteuse se produit, Johnny chante avec Sylvie Vartan (Sylvie live), avant de reprendre la route, avec le Tour 66, dont il achève le deuxième acte, le 24 novembre à Orléans.
Le 26 novembre, Johnny Hallyday est opéré, à Paris, d'une hernie discale par le docteur Stéphane Delajoux. Le 1er décembre, le chanteur se rend à Los Angeles. Le 7 décembre, il est hospitalisé d'urgence au Centre médical Cedars-Sinai, pour y être réopéré le 10. Johnny sort de l'hôpital le 23 décembre. Quelques jours plus tôt, son producteur, Jean-Claude Camus, a annoncé l'annulation de la troisième et dernière partie du Tour 66 (prévue à partir du 8 janvier à Amiens, la tournée devait s'achever vingt-deux représentations plus tard, par quatre concerts à Bercy, en février 2010). Ces événements marquent le début d'une chronique médiatico-judiciaire qui oppose les deux personnalités. Tour 66 est, avec plus d'un million de spectateurs, l'une des plus grandes tournées jamais réalisée en France.

### Théâtre et nouvelles tournées musicales (2010-2013)

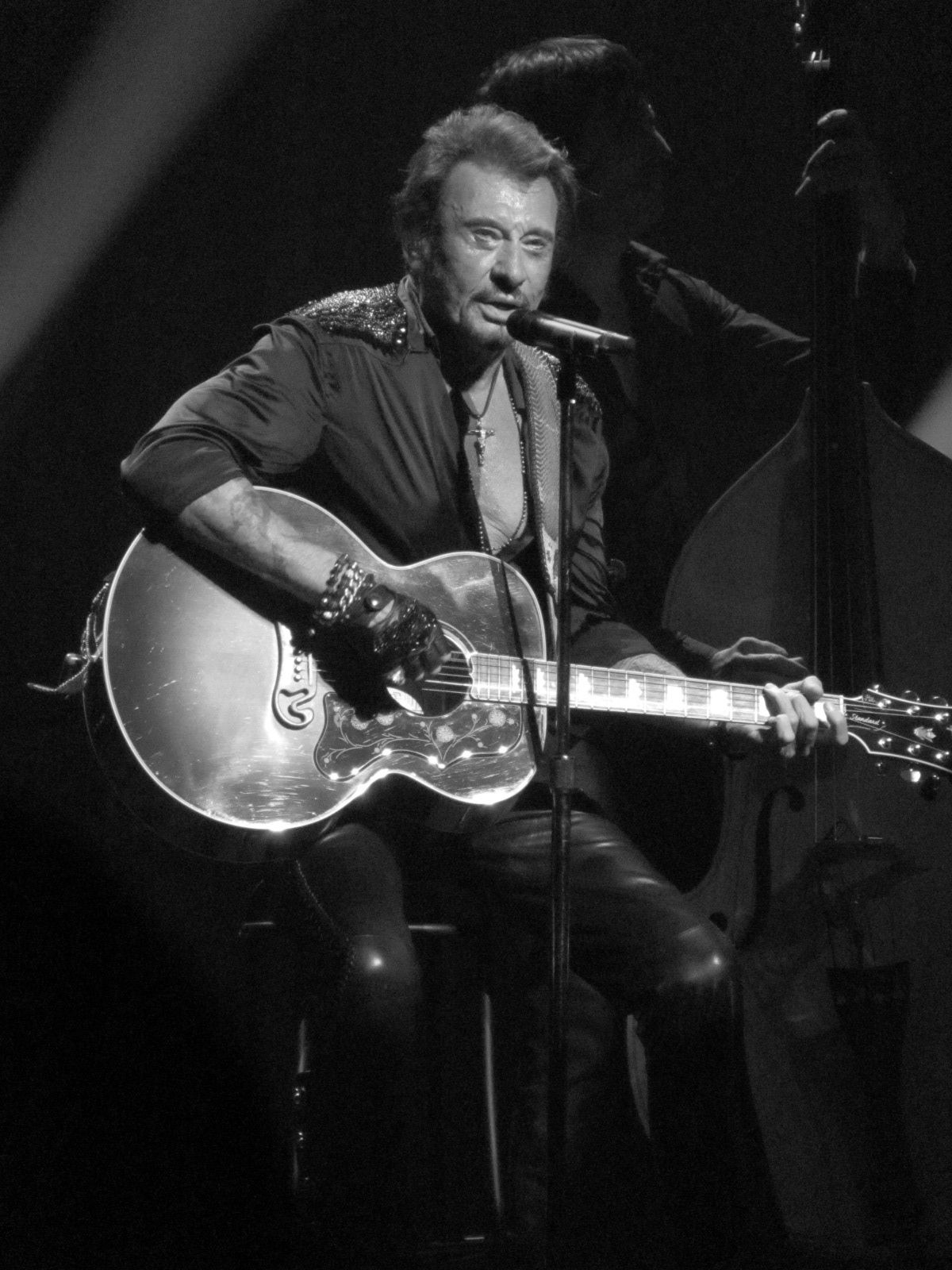
Au Beacon Theatre de Manhattan, à New York, en 2012.

Rétabli après une longue convalescence, Johnny Hallyday annonce, le 2 septembre 2010, la fin de sa collaboration avec son producteur Jean-Claude Camus ; Gilbert Coullier lui succède.
Le 3 décembre 2010 marque son retour sur une scène depuis ses ennuis de santé. Sur la scène de l'Arena de Montpellier, il rejoint M pour un duo. Ils chantent à nouveau Tanagra à Bercy, où le fils de Louis Chedid achève sa tournée les 15, 16 et 17 décembre. Cette année-là, Johnny participe aux albums L'Instinct masculin de Patrick Fiori et Rue Washington de Line Renaud. En mars 2011, sort son 47e album studio Jamais seul, réalisé par Matthieu Chedid. L'opus s'écoule à 185 000 exemplaires et se classe 14e des meilleures ventes, au terme d'une année qui a vu les ventes physiques de CD chuter de 8 % en France. Côté live, l'artiste donne quelques concerts privés, dont un le 30 mai au studio RTL. Le 3 décembre, c'est au second étage de la tour Eiffel qu'il présente à la presse sa prochaine tournée et chante, devant trois-cents invités, une dizaine de titres, dont l'inédit Autoportrait, offert gratuitement en téléchargement le jour même. Mais le plus étonnant de ces « mini » récitals est celui qu'il donne, le 20 juin, à Los Angeles, à l'école française de sa fille Jade, où, s'accompagnant seul à la guitare, il chante quelques chansons pour les enfants.
2011, est aussi l'année de ses débuts sur les planches, où, du 6 septembre au 19 novembre, au théâtre Édouard-VII, il joue une pièce de Tennessee Williams, Le Paradis sur terre. La première d'une nouvelle tournée a lieu le 24 avril 2012 à Los Angeles,. En France, il débute, en mai, au Park&Suites Arena de Montpellier, où il donne quatre représentations. Cette 181e tournée le conduit, pour la troisième fois, au Stade de France pour trois concerts, au terme desquels il devient l'unique artiste à avoir donné neuf concerts dans cette enceinte. La tournée se termine provisoirement le 3 août à Colmar. Quelques jours plus tard, à Los Angeles, il commence l'enregistrement d'un nouvel album, avant d'être hospitalisé le 27 août, dans le service de réanimation du CHU de Pointe-à-Pitre en Guadeloupe, où il prenait quelques jours de repos, à la suite d'une crise de tachycardie. Après une nouvelle hospitalisation à Los Angeles, pour des examens plus approfondis, il en sort le 7 septembre et reprend peu après le chemin des studios.

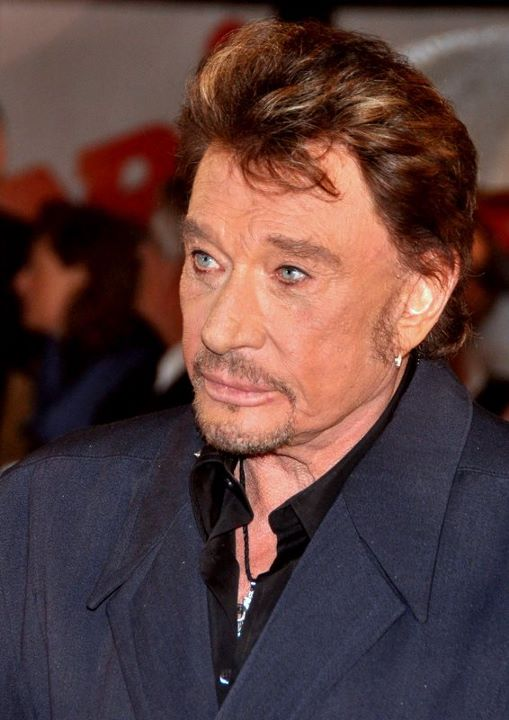
Johnny Hallyday aux NRJ Music Awards 2012.

Johnny Hallyday reprend la scène le 4 octobre à Montréal. L'artiste tourne à travers la France et à l'étranger, se produisant ainsi à Bruxelles, Genève, New York, Londres, mais aussi, pour la première fois Moscou et Tel Aviv, tandis que paraît, en novembre, son 48e album studio, L'Attente. Réalisé par Yvan Cassar et essentiellement écrit par Christophe Miossec, l'opus est bien accueilli par la presse et le public et s'écoule à plus de 600 000 exemplaires. Johnny donne, le 22 décembre, au Dôme de Marseille, la dernière représentation de ce tour qui, en 64 concerts, a attiré 650 000 spectateurs et s'avère être la tournée la plus lucrative de l'année (On Stage). Durant le mois de juin 2013, Hallyday est de nouveau sur scène pour une mini tournée, nommée Born Rocker Tour, comprenant 14 dates, dont trois à Bercy. Le soir de ses 70 ans, le 15 juin, le second concert à Bercy est retransmis en direct sur TF1. Sitôt la représentation terminée, Hallyday se rend au Théâtre de Paris, pour un second concert, retransmis en direct sur MyTF1. Devant un parterre de mille spectateurs, le récital est plus rock 'n' roll et offre l'occasion d'un bœuf avec l'ex-chanteur des Stray Cats, Brian Setzer, sur pas moins de six titres (live Born Rocker Tour).
En septembre, est annoncée, pour la fin de l'année, une tournée en Asie. Johnny Hallyday devant se produire à Bangkok, Hanoï, Hô-Chi-Minh-Ville et Hong Kong au profit de la Fondation La Bonne Étoile, fondée par son épouse Laeticia, Hélène Darroze et Caroline Rostang, en janvier 2012. Cette tournée caritative, dont le but était de financer la construction d'écoles pour les enfants victimes du sida, est officiellement annulée début décembre, en raison des troubles politiques qui agitent la Thaïlande. Un temps annoncée comme étant reportée en avril 2014, le projet ne se concrétisera finalement pas. Le 15 décembre, Johnny donne un concert exceptionnel à Paris, au théâtre Trianon, au profit de cette même fondation. À l'annonce du concert, le 10, les 1 200 places s'écoulent en 4 minutes.

### De la tournée américaine auRester Vivant Tour(2014-2016)
Le 24 avril 2014, le chanteur débute, au Fonda Theatre (en) de Los Angeles, une tournée aux États-Unis et au Canada. Reprenant le Born Rocker Tour, il se produit, jusqu'au 15 mai, dans une douzaine de villes de l'Amérique du Nord. Du 5 au 10 novembre, en trio sous le nom Les Vieilles Canailles, Eddy Mitchell, Jacques Dutronc et Johnny Hallyday donnent six représentations à Bercy.

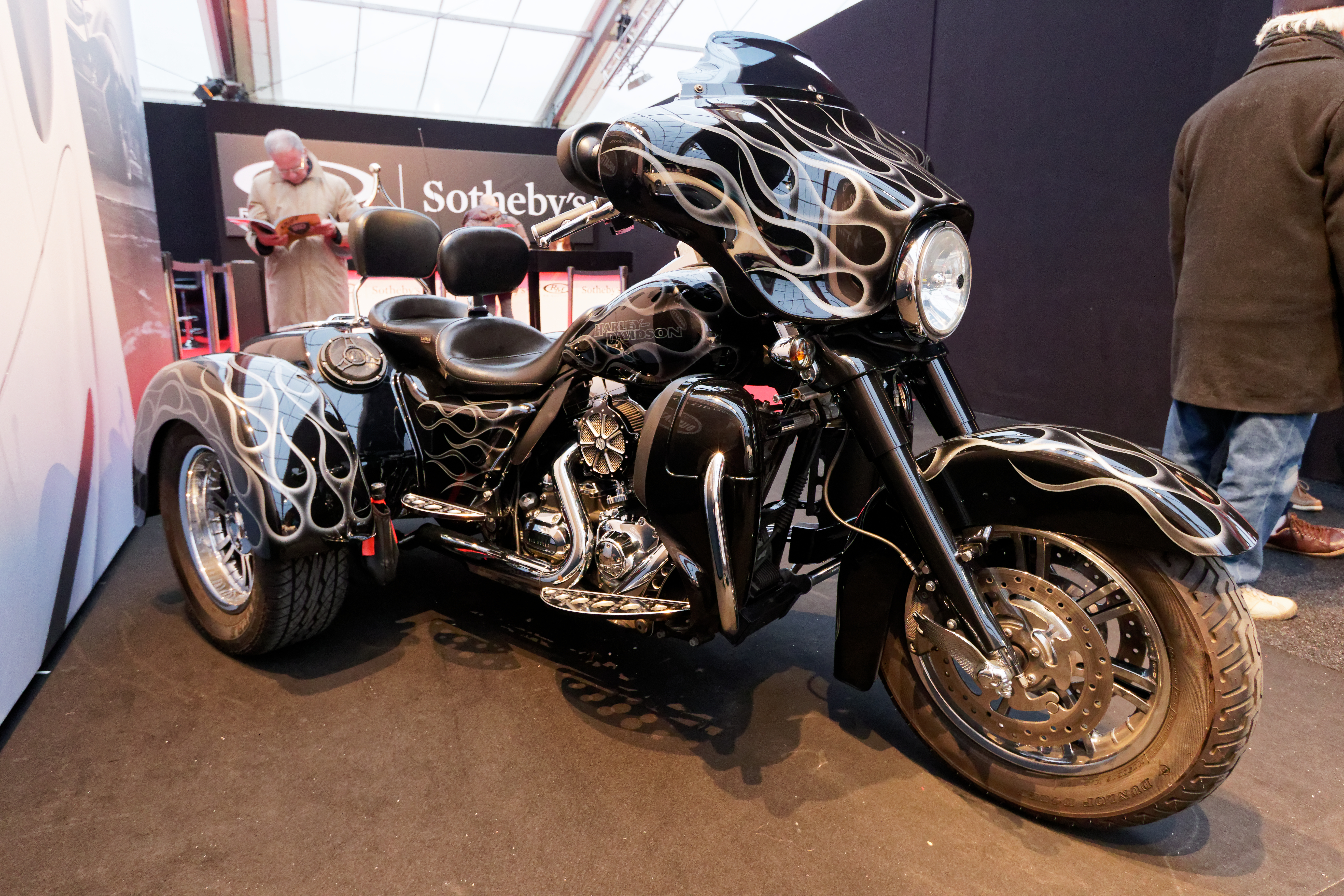
Une des Harley-Davidson street glide trike de Johnny Hallyday

Produit par Don Was, Rester vivant, titre de son nouvel album, sort le 17 novembre 2014. Plébiscité par la presse, l'opus est bien accueilli par le public et obtient le meilleur démarrage de l'année avec 131 849 exemplaires vendus la semaine de sa sortie. Le chanteur débute, les 2 et 3 juillet 2015, à Nîmes, une tournée des Festivals, durant laquelle il se produit pour une dizaine de dates en France, en Suisse et au Liban. Ce premier acte du Rester Vivant Tour s'achève à Monaco, les 28 et 29 juillet, au Sporting Monte-Carlo.
La tournée reprend le 2 octobre à Nice, pour deux représentations. Le 9, en concert à Lille, Johnny Hallyday annonce au public son 50e album studio. Enregistré en août, à Los Angeles, en dix jours, dans une totale discrétion, le disque De l'amour sort le 13 novembre. Réalisé et composé par Yodelice (à l'exception d'un titre écrit par Hallyday), l'opus, plus engagé qu'à l'accoutumée, évoque des faits d'actualité tragiques survenus ces derniers mois : l'affaire Michael Brown (Dans la peau de Mike Brown), le drame des migrants fuyant la guerre civile syrienne (Valise ou cercueil), l'immigration clandestine (Voyageur clandestin), les marches républicaines après les attentats de janvier 2015 en France (Un dimanche de janvier), le terrorisme islamiste (Avant de frapper). Johnny Hallyday considère qu'il est « l'un de ses albums les plus intimes ». Ironie du sort, De l'amour sort le jour même des attentats en Île-de-France. Le lendemain, en concert au Zénith de Strasbourg, Johnny Hallyday dédie la représentation aux victimes et à leurs familles, avant d'observer une minute de silence avec le public. Le 27 novembre (jour de l'hommage national aux victimes), sur la scène de Bercy, il chante Un dimanche de janvier, tandis que le fond de la scène se teinte aux couleurs nationales. Des applaudissements nourris précèdent une Marseillaise improvisée par le public, alors que le chanteur accroche au pied d'un micro un drapeau français. Le 16 décembre, au Zénith d'Amiens, il joue son cinquantième et dernier concert de l'année.
Les 22 et 23 janvier 2016, le Rester Vivant Tour redémarre sur la scène de l'Arena à Montpellier. Il continue avec le retour du chanteur à Bercy, pour deux représentations début février. La seconde (le 3), est sa 93e représentation dans cette salle, ce qui fait de Johnny Hallyday l'artiste s'y étant le plus souvent produit. Cette troisième partie de la tournée s'achève (pour l'Europe), avec deux concerts, les 26 et 27 mars, au Palais 12 de Bruxelles, où les représentations ont été maintenues malgré les récent attentats qui ont frappé la capitale belge. Concerts qui précédent ceux de Nouméa en Nouvelle-Calédonie (29 avril) et de Tahiti à Papeete (4 mai).
Le quatrième acte de la tournée débute à Sedan, le 29 juin 2016, pour douze représentations. L'une d'elles est donnée à l'Opéra Garnier le 10 juillet, au profit de la recherche contre le cancer,. Le lendemain de l'attentat du 14 juillet à Nice, Johnny Hallyday, en concert à Sion, rend hommage aux victimes et observe avec le public une minute de silence. Le 17 juillet, aux Arènes de Nîmes (où il se produit pour la troisième fois de la tournée), il change le final de son récital et chante Quand on n'a que l'amour de Jacques Brel ; la chanson s'achève par l'interprétation spontanée du public de La Marseillaise. Ce final et l'hommage aux victimes est conservé durant toutes les dernières représentations de la tournée, qui s'achève le 21 juillet au Théâtre Antique de Vienne,. Durant le Rester Vivant Tour Johnny Hallyday a joué 90 représentations et interprété 48 titres différents (album Rester Vivant Tour).

### Cancer du poumon, tournée des Vieilles Canailles, ultimes sessions studio (2017)
Le 8 mars 2017, Johnny Hallyday révèle subir un traitement en raison de cellules cancéreuses. Cette annonce intervient trois jours après le piratage du compte Facebook de sa fille Laura Smet faisant état d'un cancer incurable,. Le magazine Closer révèle qu'il est atteint d'un cancer du poumon et que son état est « très préoccupant ». Des médias font état d'une propagation de métastases à d'autres organes,.
Alors que sa grande consommation de tabac était de notoriété publique,, c'est en octobre 2016 qu'une tumeur au poumon lui a été détectée. Peu avant la fin de l'année 2016, il commence une chimiothérapie médicamenteuse à domicile. Après l'échec de plusieurs protocoles, il suit d'autres séances de chimiothérapie, entrecoupées d'immunothérapie, au centre médical Cedars-Sinai de Los Angeles, en étroite collaboration avec le professeur David Khayat, oncologue réputé,,. L'entourage minimise la maladie devant les médias alors que le chanteur « enchaîne les problèmes et les hospitalisations, soigneusement cachés au grand public : un souci à la vésicule et des séances de cimentoplastie aux hanches, pour consolider son squelette et lui permettre de remarcher convenablement ».
La tournée des Vieilles Canailles, annoncée en décembre 2016, débute à Lille le 10 juin 2017,. Elle passe par la Belgique, la Suisse et Paris,,. Le trio donne son dix-septième et dernier concert le 5 juillet à Carcassonne,.
Malgré son état de santé déclinant, Johnny Hallyday parvient à enregistrer dix titres pour un nouvel album au studio Guillaume Tell, à Paris,. Les premières sessions d'enregistrements de cet ultime opus débutent à Los Angeles au printemps. Dans cette même ville, à la même période, il enregistre en duo avec Eddy Mitchell la chanson C'est un rocker, pour l'album de ce dernier La Même Tribu. Paru en novembre, ce titre est le dernier enregistrement de Johnny Hallyday sorti de son vivant.
Johnny Hallyday fait sa dernière apparition publique lors des obsèques de l'actrice Mireille Darc, le 1er septembre 2017,.
Il est hospitalisé pour détresse respiratoire le 13 novembre, à la clinique Bizet (Paris 16e). Son entourage dément sa mort, qui est annoncée de façon récurrente sur les réseaux sociaux,. Le 18 novembre, il regagne sa résidence « La Savannah », où sa femme fait installer un lit médicalisé,. Il décide d'arrêter son traitement et est placé sous assistance respiratoire,.

### Mort, hommage populaire et inhumation

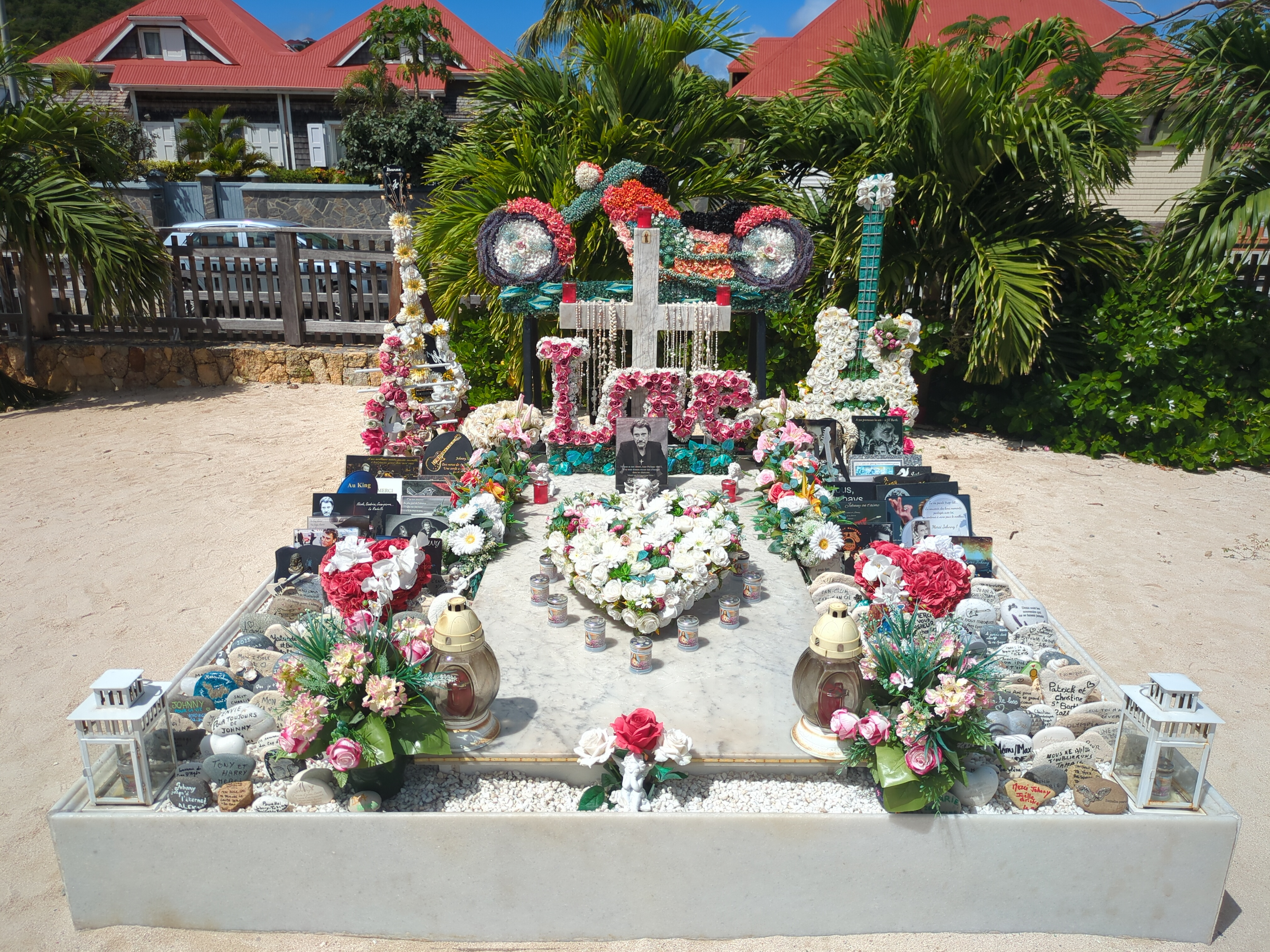
Cimetière de l'église de Lorient de Saint-Barthélemy, où il est inhumé.

Il meurt le 5 décembre 2017 à 22 h 10, à l'âge de 74 ans, à son domicile de Marnes-la-Coquette, situé près de la rue Maurice-Chevalier, dans les Hauts-de-Seine, des suites de son cancer du poumon,,.
Le président de la République, Emmanuel Macron, salue sa mémoire et de nombreuses personnalités lui rendent hommage en des termes très élogieux. La presse nationale et internationale salue la carrière du chanteur. Aux États-Unis, le New York Times et CNN décrivent Johnny Hallyday comme l’« Elvis Presley de la France »,.
Un « hommage populaire » lui est rendu dans la capitale française, lors de ses obsèques en l'église de la Madeleine, le 9 décembre 2017, célébrées par l'abbé Sinety. Cet hommage réunit 500 000 personnes et est suivi par près de 15 millions de téléspectateurs. De ses obsèques à décembre 2017, une messe de suffrage à l'intention du chanteur est célébrée le 9 de chaque mois, en l'église de la Madeleine ; elle réunit chaque mois entre 200 et 750 personnes,.
Conformément à son souhait, Johnny Hallyday est inhumé au cimetière de l'église de Lorient de Saint-Barthélemy, sur l'île de Saint-Barthélemy, où il possédait sa villa « Jade ». La cérémonie a lieu le 11 décembre 2017, dans l'intimité familiale et de ses amis proches.

### Mon pays c'est l'amour,51eet dernier album studio
Le 51e et dernier album studio enregistré par Johnny Hallyday, sort post mortem, le 19 octobre 2018 sous le titre Mon pays c'est l'amour. En mars 2019, l'album s'est écoulé à 1,5 million d'exemplaires selon le SNEP et l'ensemble des ventes de Johnny Hallyday en 2018 représente 2,2 millions d'exemplaires.

### Carrière posthume, parutions post-mortem, hommages et événements
Un album posthume intitulé Johnny, composé d'une compilation de succès de sa période Philips-Universal réarrangés en versions symphoniques ou acoustiques par Yvan Cassar, sort le 25 octobre 2019. Après avoir été le meilleur démarrage de l'année en France (avec 148 000 disques vendus en première semaine), l'album Johnny atteint deux mois plus tard les 420 000 ventes et se classe en tête des meilleures ventes physiques d'albums pour 2019,.
L'album Les Vieilles Canailles Le Live, captation du concert donné à Bercy le 24 juin 2017 par Eddy Mitchell, Jacques Dutronc et Johnny Hallyday lors de la tournée des Vieilles Canailles, sort le 8 novembre 2019. Il s'écoule à 224 000 exemplaires et se classe à la 7e place du top 10 des meilleures ventes sur l'année.
Deux ans après sa disparition, la Monnaie de Paris édite en hommage à l'artiste une série de médaille imprimée à son image,, tandis que, début décembre, un hommage public lui est rendu à l'Olympia de Paris, avec la diffusion d'images d'archives enregistrées (de 1961 à 2006), où le temps de trois représentations, son nom a pour la 267e fois illuminé le fronton de la salle de Bruno Coquatrix.
En 2020, quatre concerts inédits au disque sont publiés : Johnny Live Port Barcarès 1969, Parc de Sceaux 15.06.2000, Son rêve américain Live au Beacon Theatre de New-York 2014 et Bercy 2003.
Faisant suite au disque Johnny sortie en 2019, un second volume symphonique Johnny Acte II sort en septembre 2021 et s'inscrit dès la première semaine en tête des ventes (c'est depuis la disparition du chanteur, le septième disque d'Hallyday à occuper la première place du top album). Ce même mois, le 14 (jour de l'inauguration devant l'AccorHotel Arena d'une esplanade portant son nom et d'une statue), a lieu Que je t'aime un concert hommage à Bercy (retransmis en direct sur France 2), avec la présence sur scènes de nombreux artistes reprenant des succès du chanteur : Patrick Bruel, Nolwenn Leroy, Florent Pagny, Jenifer, Yodelice, Catherine Ringer, Calogero, Louis Bertignac, Patrick Fiori, Christophe Maé, [...], Yvan Cassar dirigeant l'orchestre où se sont joint les anciens guitaristes d'Hallday Robin Le Mesurier et Yarol Poupaud,,,.
En 2022, dans le cadre de la réédition de l'album studio de 1970 Vie, le disque Johnny Hallyday live Cambrai 4 sept. 1970,. et les sorties, le 3 juin, des albums enregistrés en public inédits Johnny Hallyday Fréjus 30 juillet 1966, Grenoble 10 février 1968 Jeux Olympiques d'hiver et Johnny Circus été 1972, complète les éditions posthumes d'enregistrements public inédits aux disques de l'artiste,. La parution d'enregistrements public inédits se poursuit en 2023 avec les albums Live Toulouse octobre 1965 et Lyon Palais d'hiver 1973. Ces sorties sont complétées par plusieurs compilations dont Made In Rock'N'Roll qui propose un titre studio inédit Un cri,, qui s'inscrit en tête des ventes à sa parution,, la réédition en coffret des albums symphoniques Johnny acte I, acte II enrichies notamment d'un autre inédit studio, Grave-moi le cœur et d'une compilation regroupant de nombreux duos.
Après les succès des albums symphoniques un passage à la scène s'organise, sous la direction d'Yvan Cassar avec un orchestre de près d'une centaine de musiciens et choristes et la voix de Johnny Hallyday (sur des captations enregistrées en public). C'est ainsi que les premiers concerts du Tour Symphonique ont lieu à Paris Salle Pleyel les 8 et 9 juin, et à Nice le 11 décembre 2022, au Palais Acropolis, dans le cadre du festival C'est pas classique,. Le 16 mars 2023, le "Tour Symphonique" (re)démarre à Épernay, pour s'achever une vingtaine de dates plus tard, à Orléans le 22 avril, avant de se poursuivre en 2024.
Une exposition immersive consacrée à Johnny Hallyday ouvre ses portes au Parc des expositions de Bruxelles le 20 décembre 2022. Prévue jusqu'au 15 juin, elle se prolonge jusqu'au 20 août 2023. L'exposition se poursuit à Paris, Porte de Versailles, au Paris expos, à partir du 22 décembre, pour une durée de six mois, pour s'achever le 16 juin 2024.
En juin 2024, David Hallyday sort l'album studio Requiem pour un fou, dans lequel il reprend treize succès de son père réarrangés et compilés à plusieurs de ses anciennes chansons qu'il revisite. Le disque propose un duo virtuel avec son père sur la chanson Sang pour sang. En prolongement de l'album, David Hallyday en novembre et décembre est en tournée avec le spectacle Requiem pour un fou pour une vingtaine de concerts, dont deux au Dôme de Paris,.
L'imitateur Didier Gustin avec son spectacle Johnny libre dans ma tête rend également hommage à Johnny Hallyday sur scène en 2024-2025,.

## Vie privée et familiale
Relations avec son père
Né de père belge et de mère française, Johnny Hallyday opte pour la nationalité française, qu'il obtient officiellement le 15 juin 1961, à l'âge de 18 ans. Il n'aurait cependant pas pu choisir la nationalité belge. En effet, au moment de la naissance de son fils, Léon Smet n'est pas encore divorcé de sa précédente épouse, Jacqueline Harpet et les lois de la Belgique interdisent alors à ses ressortissants, de reconnaître leurs enfants adultérins.
Au moment où il commence sa carrière et accède à la notoriété sous le nom de Johnny Hallyday, son père, Léon Smet, l'attaque en justice afin d'obtenir de lui une pension alimentaire, mais il perd son procès.
Le chanteur rencontre pour la première fois son père durant son service militaire. Alors qu'il est convoqué au poste, un homme, avec une peluche dans les bras, se jette sur lui, l'embrasse, l'appelle « mon fils », quand surgissent des photographes. Johnny Hallyday comprend que Léon Smet a été payé par des paparazzi pour jouer cette comédie. À propos de son père, il écrira : « Il a fait de moi un déraciné. Une déchirure qui me marquera à vie. Ma seule consolation : si j'avais eu un papa comme presque tout le monde, je n'aurais jamais rencontré Lee […] et je ne serais jamais devenu Johnny Hallyday ». Johnny Hallyday tente ensuite vainement de renouer des liens avec son père, qui est alors semi-clochard à Bruxelles : il le fait venir à Paris, lui paie une garde-robe et lui trouve un appartement, mais Léon Smet, alcoolique et instable, revend les cadeaux de son fils et met le feu à l'appartement pour retourner ensuite vivre dans un foyer de l'Armée du salut.
En 1989, le chanteur se rend à Schaerbeek pour assister aux obsèques de son père. La cérémonie le marque profondément car il se retrouve seul à suivre le corbillard et ce, en raison d'une décision de son attaché de presse de l’époque de faire tenir à l’écart, à son insu, la vingtaine de personnes venues rendre hommage à Léon Smet,.
À propos de son père Johnny Hallyday dira : « Je ne connais pas la vraie histoire de mon père. Ça a toujours été un mystère. Les gens qui m'ont élevé ne voulaient pas m'en parler. [...] Quand je posais des questions, on me répondait : « On t'expliquera ! » Mais on ne m'expliquait jamais. »
Sylvie Vartan

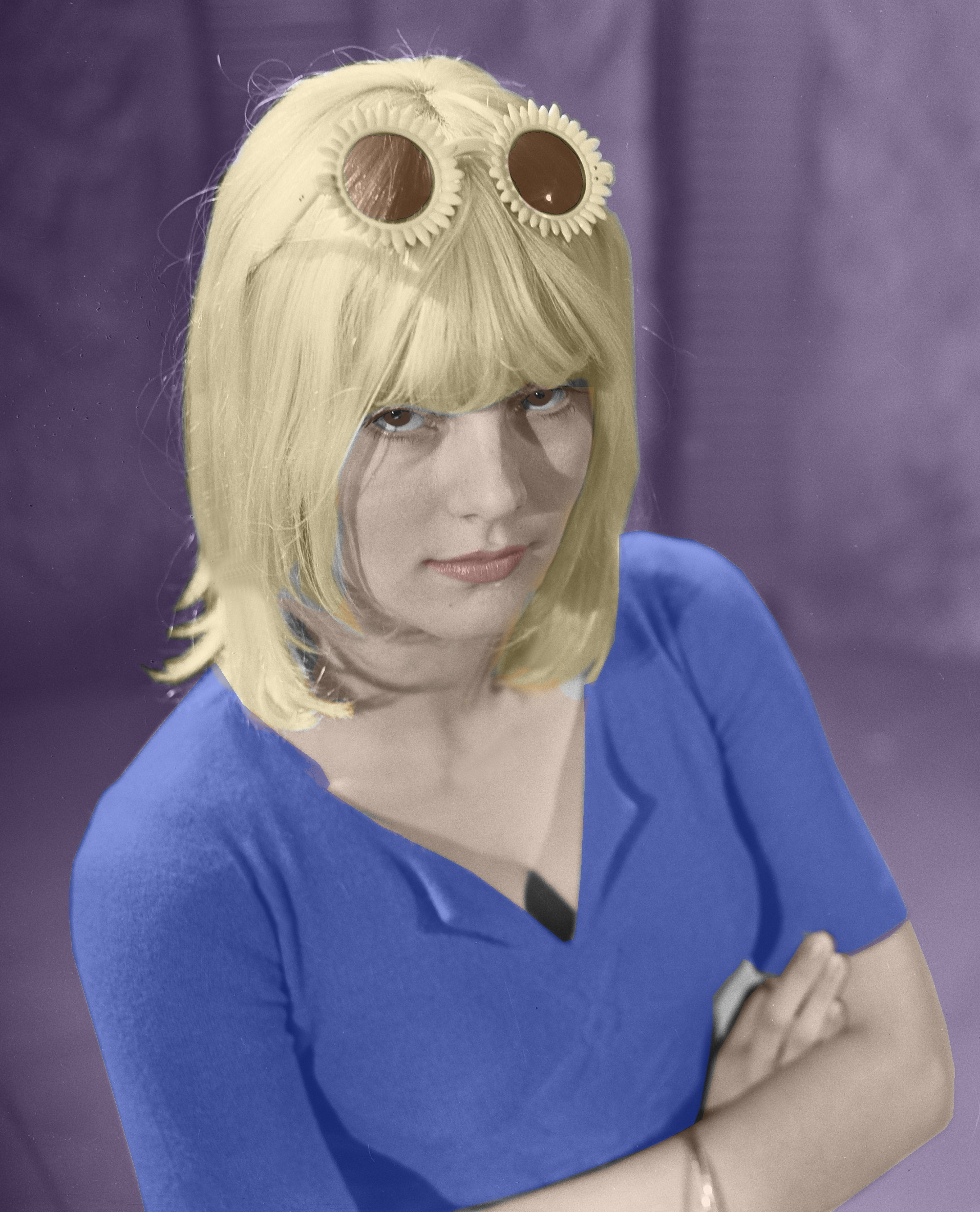
Sylvie Vartan, son épouse de 1965 à 1980 et mère de son fils, David.

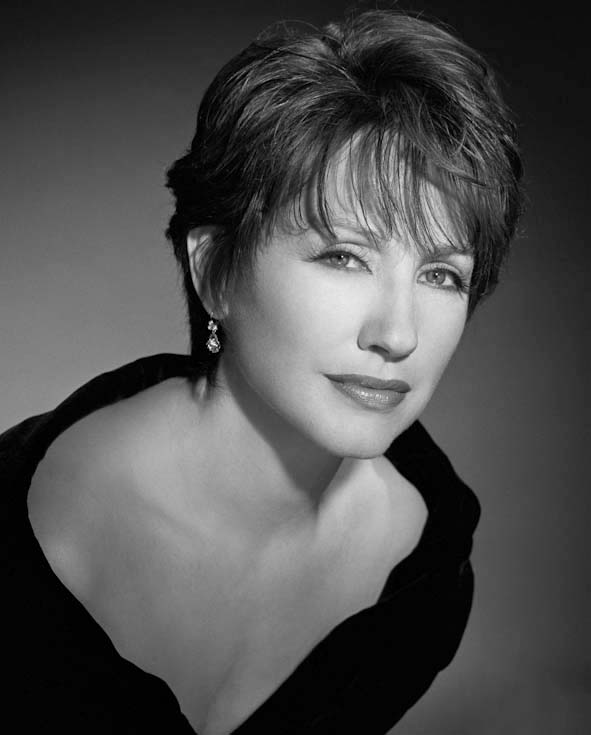
Nathalie Baye, mère de sa fille Laura.

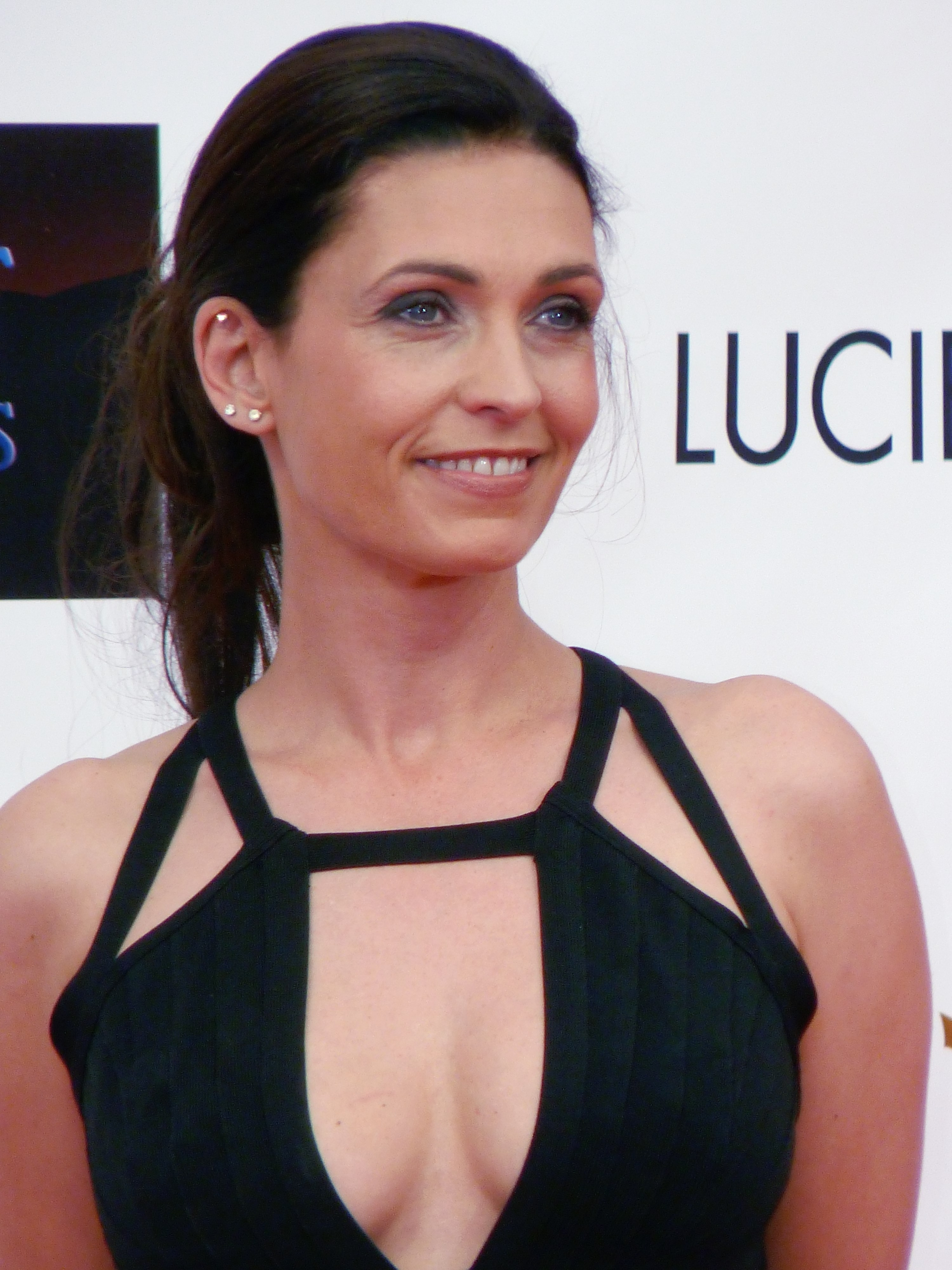
Adeline Blondieau, avec laquelle il s'est marié deux fois.

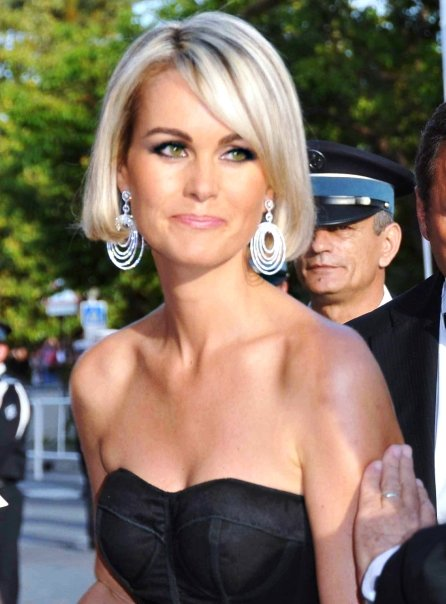
Laeticia Hallyday, sa dernière épouse.

Le 12 avril 1965, Sylvie Vartan et Johnny Hallyday se marient à Loconville, dans l'Oise. Ils se sont rencontrés en 1962, dans les coulisses de l'Olympia. Leur fils, David Smet, naît le 14 août 1966. Après quinze ans de mariage et une vie commune mouvementée, émaillée de séparations et de réconciliations, le couple divorce le 5 novembre 1980.
Babeth Étienne
Johnny Hallyday épouse Élisabeth Étienne, dite Babeth, le 1er décembre 1981, à Beverly Hills. Leur union est éphémère, puisqu'ils se séparent le 3 février 1982,. Il dit d'elle « C’était une femme douce, saine, discrète, toujours de bonne humeur, facile à vivre et désintéressée », « Lorsque nous avons divorcé […] elle n’a pas essayé de profiter de la situation. Avec le recul, je m’aperçois qu’elle a été l’une des femmes les plus dignes de ma vie » et encore « Une trop gentille fille dans le corps d’une femme fatale ».
Nathalie Baye
Au cours d'une émission des Carpentier, en 1982, Johnny joue avec la comédienne Nathalie Baye, Quoi de neuf ma jolie, un sketch écrit par Philippe Labro. Ils se mettent en couple, Johnny Hallyday abandonnant le monde de la nuit pour une vie plus tranquille à L'Étang-la-Ville, où ils achètent une maison. De leur union, naît Laura Smet, le 15 novembre 1983, à Neuilly-sur-Seine. Ils se séparent en mars 1986.
Adeline Blondieau
Le 9 juillet 1990, à Ramatuelle, Johnny épouse Adeline Blondieau, fille de son ami Long Chris, dans la villa qu'il vient de se faire construire et qu'il baptise « Lorada », contraction des prénoms de ses enfants, Laura et David. Ils divorcent le 11 juin 1992, pour se remarier le 19 avril 1994, à Las Vegas. Ils divorcent une seconde fois le 9 mai 1995.
Laeticia Hallyday
Johnny Hallyday rencontre  Laeticia Boudou, de trente-deux ans sa cadette, le 25 mars 1995, à Miami, dans un restaurant japonais, où il dîne avec un ami et elle avec son père,. Un an plus tard jour pour jour, ils sont mariés à Neuilly-sur-Seine par le maire de la commune, Nicolas Sarkozy.
Laeticia ne parvenant pas à avoir d'enfant (enceinte, des suites de complications médicale, elle a subi une fausse couche quelques mois avant l'adoption de leur premier enfant), le couple adopte, en novembre 2004 et décembre 2008, deux petites filles d'origine vietnamienne : Jade Smet (née Bùi Thị Hoà le 3 août 2004) et Joy Smet (née Maï Hường le 27 juillet 2008),.
L'acteur Jean Reno et Luana Belmondo (née Tenca, épouse de Paul Belmondo) sont les parrain et marraine de Jade Smet. L'homme d'affaires Jean-Claude Darmon et la chef cuisinière Hélène Darroze sont les parrain et marraine de Joy Smet.
Autres relations
La première femme avec qui Johnny Hallyday vit en couple est l'actrice Patricia Viterbo, qui meurt accidentellement lors d'un tournage en 1966. Entre ou au cours de ses mariages, Johnny Hallyday s'affiche avec des relations plus éphémères, souvent montrées à la une de la presse people : sa choriste Nanette Workman, la danseuse du Crazy Horse Rosa Fumetto (it), le mannequin américain Betsy Farley, le mannequin allemand Sabina, la journaliste à Paris Match Gisèle Galante (fille d'Olivia de Havilland), le mannequin canadien Leah, le mannequin russe Olga, le mannequin français Karine Martin ou encore la Miss France 1992 Linda Hardy,,.

## Succès musicaux et popularité

### Discographie et chansons
Johnny Hallyday, en 57 années de carrière, a vendu 110 millions de disques,, a enregistré plus de 1 000 titres, dont une centaine de sa composition, pour une discographie officielle qui compte 51 albums studio, 29 albums live et 165 singles.
Le chanteur a été récompensé par 5 disques de diamant, 22 disques de platine, 40 disques d’or et 10 victoires de la musique,.

### Spectacles et tournées
Au cours de sa carrière, Johnny Hallyday s'est produit sur scène en France plus de 2 800 fois et a donné quelque 450 concerts dans des pays étrangers. Il a fait 184 tournées, s'est produit dans 40 pays différents et a attiré 29 millions de spectateurs.

### Médiatisation
Durant les années 1960, son nom est, avec ceux du général de Gaulle et de Brigitte Bardot, celui qui fait le plus souvent la une de la presse française,. S'il alimente les chroniques depuis ses débuts au printemps 1960, c'est en 1961 que pour la première fois il apparaît en couverture de magazines.
Depuis, plus de 2 500 couvertures de magazines et plus de 190 livres lui ont été consacrés,.
En 2015, Johnny Hallyday est, avec François Hollande (alors président de la République) et Roger Federer, la personnalité dont a le plus souvent parlé la presse francophone (selon un classement réalisé par PressEDD).

## Carrière d'acteur

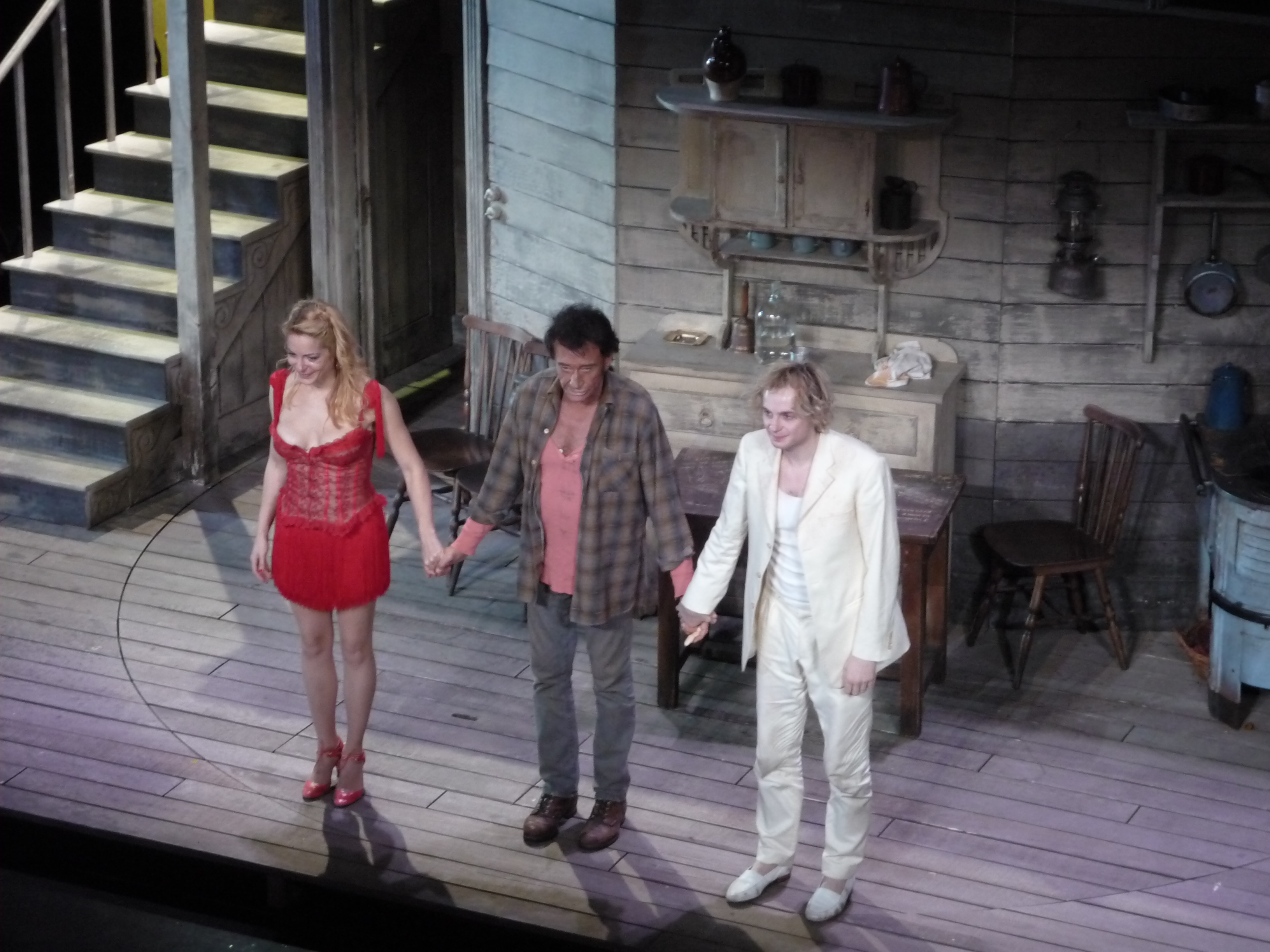
Johnny Hallyday (au centre), avec ses partenaires Audrey Dana et Julien Cottereau, dans la pièce Le Paradis sur terre en 2011.

En 1954, alors adolescent, il est figurant dans Les Diaboliques d'Henri-Georges Clouzot. Par la suite, devenu un chanteur vedette, il entame une carrière cinématographique comparable à celle d'Elvis en apparaissant dans des films qui jouent sur son image d'« idole des jeunes », comme Les Parisiennes, Cherchez l'idole, ou D'où viens-tu Johnny ?. Déçu par ses débuts comme acteur, il commente par la suite : « on ne me confiait que des merdes ». C'est en Italie en 1969, qu'il trouve son premier rôle inattendu en étant le héros d'un western spaghetti, Le Spécialiste, réalisé par Sergio Corbucci. L'année suivante on le remarque dans Point de chute, film policier de et avec Robert Hossein. Malgré ces diverses tentatives, Johnny Hallyday peine à s'imposer au cinéma, où il ne parvient pas à s'éloigner de son image de chanteur.
En 1972, il apparaît dans son propre rôle dans le film de Claude Lelouch L'aventure c'est l'aventure, où il organise son enlèvement à des fins publicitaires. Il interprète également la chanson titre du film. Il cesse ensuite de tourner pendant plus de dix ans, si l'on excepte quelques apparitions, [...], notamment dans la comédie, Le jour se lève et les conneries commencent.
Il retrouve le cinéma en 1985, partageant l'affiche avec Nathalie Baye et Claude Brasseur, dans Détective, un film de Jean-Luc Godard, présenté au Festival de Cannes. Son interprétation, appréciée par la critique, lui permet d'obtenir une certaine reconnaissance comme acteur. Costa-Gavras emboîte le pas de Godard, en 1986, avec Conseil de famille.
Mais ces deux succès d'estime sont suivis par une série de déceptions. En 1987, Johnny Hallyday est la vedette de Terminus, un film de science-fiction à la Mad Max 2 qui connaît un gros échec commercial. En 1989, il tient le rôle-titre de la série télévisée policière David Lansky, dont quatre épisodes sont diffusés sur Antenne 2, sans convaincre durablement les téléspectateurs. En 1992, la comédie policière La Gamine, dans laquelle il donne la réplique à la jeune Maïwenn, ne séduit pas non plus le public.
Après ces déconvenues, il espace à nouveau sa présence sur les écrans et ne revient au cinéma qu'en 1999 avec Pourquoi pas moi ? de Stéphane Giusti. L'année suivante, aux côtés de Sandrine Kiberlain, il incarne un rockeur has-been dans Love me de Laetitia Masson. En 2003, il interprète un gangster usé et vieillissant dans L'Homme du train, un film de Patrice Leconte dont il partage la vedette avec Jean Rochefort. Sa prestation dans ce dernier film, saluée par la critique, lui vaut le Prix Jean-Gabin. En 2004, dans le film Wanted (ils vont braquer l'Amérique) de Brad Mirman, il joue le rôle d'un petit truand raté, aux côtés de Renaud, Richard Bohringer, Gérard Depardieu et Harvey Keitel.
Dans le film Jean-Philippe (2006), réalisé par Laurent Tuel, il incarne Jean-Philippe Smet, qui, dans un univers parallèle, n'est pas parvenu à devenir une vedette et qu'un fan, interprété par Fabrice Luchini, va convaincre de rattraper son destin à 60 ans passés. En 2009, il fait une incursion dans le cinéma asiatique en interprétant le rôle principal du polar hong-kongais Vengeance, réalisé par Johnnie To, ce qu'il considère comme une « consécration ».
En 2011, il participe au film d’animation Titeuf, le film, en prêtant sa voix et son image, tout en chantant le single phare La route est ta seule amie. Dès la première semaine, le film a été numéro 1 du box-office. La même année, il fait ses débuts au théâtre dans Le Paradis sur terre de Tennessee Williams, avec Audrey Dana et Julien Cottereau comme partenaires, sur une mise en scène de Bernard Murat. Les représentations se déroulent au théâtre Édouard-VII à Paris, de 6 septembre au 19 novembre 2011. Le 2 avril 2014, sort Salaud, on t'aime de Claude Lelouch, film dans lequel Hallyday partage l'affiche avec Sandrine Bonnaire et Eddy Mitchell. En 2017, sortent Rock'n Roll de Guillaume Canet et Chacun sa vie de Claude Lelouch, deux films dans lesquels il joue son propre rôle.
En 2019, Pierre-William Glenn consacre un documentaire à l'acteur Johnny Hallyday, Les Silences de Johnny, qui est présenté au Festival de Cannes 2019 dans la sélection Cannes Classic.

## Engagements

### Actions caritatives

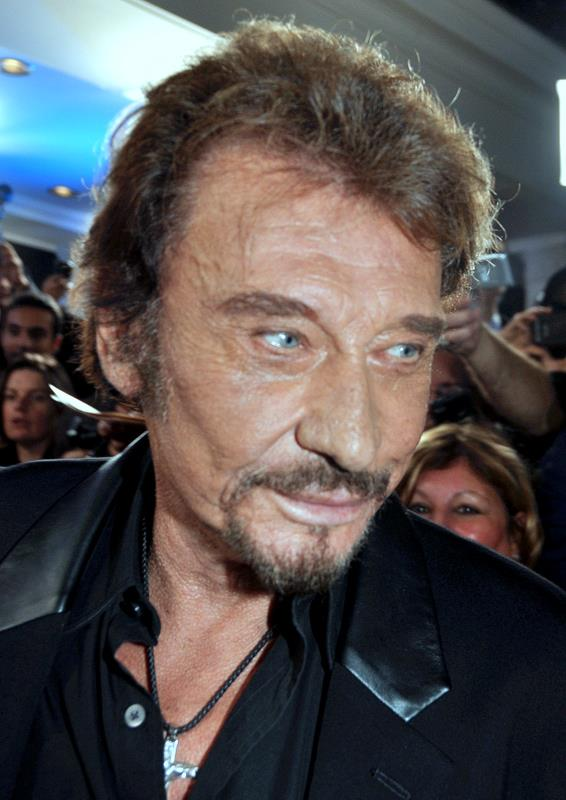
Johnny Hallyday en 2012.

Johnny Hallyday, le 13 mars 1972, à l'occasion d'un gala au profit de la LICRA, chante à l'Olympia, en présence d'Alain Poher, président du Sénat. Le programme réunit de nombreux artistes.
Le 30 octobre, au Palais des sports de Paris, en présence de Jean Rostand, il participe, avec Georges Brassens, Léo Ferré, Nicoletta, Serge Reggiani et Nanette Workman, à un gala exceptionnel pour la réforme pénitentiaire, pour la prévention de la criminalité et l'abolition de la peine de mort.
Par solidarité avec des sidérurgistes en grève, le 7 mars 1979, Johnny Hallyday visite la nuit les aciéries de Longwy et offre son cachet aux grévistes. Le 13 octobre 1985, Johnny Hallyday avec 80 autres artistes, participe au concert Chanteurs sans frontières, donné au profit d'associations œuvrant contre la famine en Éthiopie. Le 26 janvier 1986, TF1 consacre un après-midi aux Restaurants du cœur, récemment créés. Animée par Coluche et Guy Lux, l'émission réunit un panel de politiques, de sportifs et d'artistes, dont Nathalie Baye et Johnny Hallyday. Le chanteur donne, le 4 octobre 1987, la dernière représentation de son spectacle à Bercy au profit de la recherche contre le sida. Le 6 janvier 1989, jour du nouvel an arménien, sort le 45 tours Pour toi Arménie. Sur une initiative de Charles Aznavour, quatre-vingt-neuf artistes, dont Johnny, participent à cette chanson, commercialisée au profit des sinistrés victimes d'un tremblement de terre en Arménie en décembre 1988.
Durant l'été 1992, sort l'album Urgence. Vendu au profit de la recherche contre le sida, il réunit plusieurs artistes, dont Johnny Hallyday. Le 24 novembre 1998, sort le CD Ensemble cinquante artistes se mobilisent contre le sida. Johnny participe à la chanson collective Sa raison d'être.
Décembre 2000, paraît le CD Noël ensemble, vendu au profit de la recherche contre le sida ; l'album rassemble de nombreux artistes, dont Johnny qui participe à la chanson-titre. En 2001, comme de nombreux artistes, Johnny Hallyday participe à l'album Ma chanson d'enfance vendu au bénéfice de la recherche contre le sida. Après sa participation au Rallye Dakar en 2002, une de ses combinaisons de conduite est mise en vente aux enchères via Internet, au profit des Restos du Cœur. Le 22 mai 2004, Johnny et Charles Aznavour chantent Sur ma vie, en direct du palais des congrès de Paris, à l'occasion d'une émission spéciale retransmise par TF1, pour le 80e anniversaire d'Aznavour. En présence du président de la République,
Jacques Chirac et de son épouse, la soirée est donnée au profit de l'Institut national du cancer (un double CD et un DVD Bon anniversaire Charles ! sont mis en vente). Avec de nombreux artistes, Johnny participe à la chanson Et puis la terre.
Janvier 2005, sortent les CD Et puis la terre et Solidarité Asie, vendus au profit des victimes du tsunami du 26 décembre. Le 18 novembre 2006, sur TF1, lors de l'émission Les 500 choristes spécial Unicef », Johnny Hallyday chante, en duo avec Laeticia, Imagine de John Lennon. La chanson est vendue en exclusivité sur Internet, via les plateformes de téléchargement légal, au profit de l'Unicef, dont l'épouse du chanteur est l'ambassadrice.

### Prises de position politiques
Entre 1962 et 1964, Johnny séjourne à Neuilly-sur-Seine chez Jean Pierre-Bloch, qui a été un des chefs de la Résistance, ministre du général de Gaulle et président-fondateur de la Licra ; Johnny est invité par les fils de l'homme politique, Claude et Jean-Pierre Pierre-Bloch, qui sont devenus ses amis et qui seront respectivement ses secrétaire-manager et attaché de presse. En 2011, il confirme qu'à cette époque, étant proche de la famille de Jean Pierre-Bloch, il avait envisagé de soutenir plus encore ce pays en rejoignant l'armée israélienne. En 1967, après la guerre des Six Jours, il participe à un concert de soutien à Israël.
Il soutient Valéry Giscard d'Estaing, face à François Mitterrand, lors de l'élection présidentielle de 1974, puis en 1981. Au cours de la campagne présidentielle de 1988, Johnny Hallyday chante, le 20 mars, à l'hippodrome de Vincennes, en première partie d'un meeting du candidat RPR, Jacques Chirac ; le chanteur déclare, à la fin de Quelque chose de Tennessee : « On a tous en nous quelque chose de Jacques Chirac ». Michel Berger, auteur de la chanson, ne goûta guère cette affirmation. Il soutient à nouveau Jacques Chirac aux élections présidentielles de 1995 et 2002[réf. nécessaire]. Lors de la campagne du référendum de 2005 sur le traité établissant une constitution pour l'Europe, à la demande du président de la République, Jacques Chirac, le chanteur prend position en faveur du « oui ».
Durant la campagne présidentielle de 2007, Johnny Hallyday apporte son soutien à Nicolas Sarkozy, candidat UMP. Il dîne avec lui au restaurant le Fouquet's le soir de sa victoire. En 2014, il se déclare « déçu » par Nicolas Sarkozy et par la politique en général et dit regretter le temps de Georges Pompidou.

## Fortune et patrimoine

### Administration fiscale
En 1975, Johnny Hallyday a des ennuis avec le fisc, qui lui réclame plusieurs centaines de millions de francs d'arriérés d'impôts. Il fait alors part de son désir d'arrêter sa carrière : « Je m'arrête en septembre 1975, pour un an minimum. Je vais louer une maison à Los Angeles. Je pars avec Sylvie et David. […] Lorsque j'ai payé mes musiciens, mes impôts, la Société des auteurs-compositeurs, il ne me reste rien. Pourquoi continuerais-je à travailler dans de telles conditions ? » Si le chanteur gagne bien les États-Unis, il reprend bientôt ses activités et, durant l'automne, enregistre deux albums studio qui paraissent l'année suivante. Quant à la scène, Johnny la reprend à l'automne 1976,. Johnny Hallyday achèvera le remboursement de ces arriérés d'impôts au cours des années 1990. Au fil des années, Universal s'est portée garante auprès du fisc, a racheté la maison de Ramatuelle du chanteur et son hôtel particulier dans le 16e arrondissement de Paris. En contrepartie, Johnny a régulièrement accepté des modifications de son contrat, cédant à sa maison de disques ses droits à l'image et ceux sur le merchandising.
En novembre 2005, le chanteur dépose une demande pour obtenir la nationalité belge, ce qui n'est pas sans générer diverses polémiques, d'aucuns le soupçonnant de vouloir échapper au fisc français. La réforme de la nationalité belge alors en cours ne lui ferait pas forcément perdre sa nationalité française. Après 21 mois de procédure, alors que la Commission des naturalisations du Parlement belge doit se prononcer sur son cas, Johnny Hallyday renonce à sa demande.
En décembre 2006, le chanteur s'installe à Gstaad, en Suisse, en raison d'une fiscalité qu'il juge trop contraignante en France. Ce départ lui permet de diminuer son prélèvement fiscal de 75 % à 30 % de ses revenus et fait l'objet de nombreux commentaires et polémiques, tant dans la presse que dans les milieux politiques.
Le statut fiscal dont bénéficie le chanteur lui interdit de gagner de l'argent en Suisse même ; c'est ainsi qu'il choisit de reverser à des organisations humanitaires les cachets perçus lors des concerts donnés au stade de Genève en 2009 et 2012.
Selon Le Matin, Johnny Hallyday a gagné environ 5 millions d'euros et a payé, en 2011, 700 000 francs suisses d'impôts, soit 583 000 euros.
À l'instar des autres chanteurs qui, comme lui, ne vivent pas en France, Johnny Hallyday s'acquitte en France d'un impôt sur ses revenus, directement prélevé sur les recettes de ses représentations.
Début 2013, assujetti à l'impôt sur la fortune en France, il fait de sa maison de Los Angeles son domicile principal, devenant alors résident fiscal aux États-Unis,.
Les auteurs de l'ouvrage Laeticia, la vraie histoire (Plon, 2018) indiquent que les dettes laissées par Johnny Hallyday à l'administration fiscale s'élèvent à quelque 11 millions d'euros et sont réclamées à ses héritiers.

### Investissements immobiliers
En 1966, au Plessis-Robinson, il investit dans une ancienne guinguette, Le Vrai Arbre de Robinson, transformée en complexe de loisirs inspiré des ranchs américains. Rebaptisé le Robinson Village, l'établissement fermera ses portes quelques années plus tard. Johnny Hallyday donne un concert improvisé, en octobre 1966, dans la discothèque attenante au complexe, le Tchoo-Tchoo Club, avec, en première partie, Jimi Hendrix, alors méconnu.
Il se fait construire, en 1989, à Ramatuelle, « La Lorada », une villa de 1 000 m2, qu'il vend en 2000 pour un million d'euros. Il est également propriétaire d'une maison, « La Savannah », à Marnes-la-Coquette, d'un chalet à Gstaad, de trois villas à Saint-Barthélemy, et d'une résidence dans le quartier de Pacific Palisades à Los Angeles, qu'il habite à partir de 2013 et qui est estimée à 10 millions d'euros au moment de sa mort.
Jusqu'au début des années 2000, il habite villa Molitor (16e arrondissement de Paris), avant de partir pour Marnes-la-Coquette. En 2010, il décide de se défaire de cette dernière demeure, qu’il met en vente à 26 millions d'euros, ; en 2015, celle de Gstaad, est à son tour mise en vente, pour 9,5 millions d'euros,. Aucune des deux ne trouve preneur et le chanteur s'installe, avec sa famille, à l'automne 2017, dans sa maison de Marnes-la-Coquette, où il meurt.
Selon les journalistes Catherine Rambert et Renaud Revel, auteurs du livre-enquête Johnny, les 100 jours où tout a basculé, sorti en 2010, Johnny Hallyday est « un travailleur pauvre, qui a tout claqué, tout flambé », dépensant plusieurs millions d'euros par an pour assurer l'entretien de ses maisons, rembourser ses emprunts, payer les salaires de ses employés. Malgré ses nombreuses années de carrière, il n'aurait pas cumulé de patrimoine en raison d'un « train de vie flamboyant ». Lors du procès qui oppose le chanteur à sa maison de disques, en 2004, Johnny Hallyday apparaît couvert d'hypothèques et de prêts couverts par sa maison de disques. En réalité, son patrimoine fluctue considérablement selon les années alors que ses dépenses annuelles s'élèvent à plusieurs millions d'euros : selon le magazine Capital en 2011, Johnny Hallyday engrange 5,3 millions d’euros de recettes, notamment grâce à l’avance sur sa tournée, aux royalties de ses disques et à son contrat pub avec Optic 2000. En 2016, il gagne 16 millions d’euros, essentiellement grâce à sa tournée de concerts.
Le Point estime que le patrimoine immobilier de Johnny Hallyday à sa mort était compris entre 40 et 50 millions d'euros .

### Contestation de son dernier testament
En février 2018, Laura Smet et David Hallyday font savoir par leurs avocats qu'ils vont contester devant la justice le quatrième testament olographe de leur père, rédigé en avril 2014. Ces dispositions testamentaires confieraient à sa seule épouse Laeticia l’ensemble de son patrimoine et de ses droits d’artiste. Ce patrimoine — immobilier inclus — est estimé à environ 100 millions d’euros.
La bataille judiciaire pour l'héritage s'annonce longue et complexe car il s'agit d'une succession internationale. Une partie de la fortune de Johnny Hallyday (les bénéfices liés aux droits artistiques) a notamment été transmise à un trust qui pourrait être destiné à camoufler l'étendue de cette fortune. Les juridictions devront notamment déterminer si l'artiste vivait depuis suffisamment longtemps en Californie pour que son testament soit soumis à l'application du droit californien, qui ignore la garantie à l’héritage pour les descendants du droit français, sachant que la quasi-totalité de sa carrière s'est déroulée en France, où il a par ailleurs été soigné pour son cancer et où il est mort. La jurisprudence Maurice Jarre est évoquée par les médias à cette occasion. À l'occasion de ce litige, l'influence exercée par Laeticia Hallyday sur son mari est régulièrement évoquée,. Les médias s'interrogent sur son attitude envers David Hallyday et Laura Smet puis révèlent le fait qu'Élyette Boudou, grand-mère de Laeticia, est représentante légale d'au moins cinq sociétés qui gèrent les droits d'auteurs et d'édition, les concerts et tournées, les produits dérivés et l'immobilier de Johnny Hallyday,.
Le 28 mai 2019, le tribunal de grande instance de Nanterre se déclare compétent pour trancher le litige autour de la succession du chanteur,. Gelée par la justice, cette succession se répartit en biens immobiliers à Marnes-la-Coquette pour 13,2 millions d'euros, à Saint-Barthélémy pour 16 millions d'euros et des participations dans deux villas. Les droits musicaux sont estimés à 1,53 million d'euros annuels. Enfin, 37,5 % des royalties des 4,4 millions d'euros versées en 2018 par les majors Universal, Warner et Sony de royalties ont aussi été bloqués. Le 26 juin 2019, un tribunal de Los Angeles reconnait l'autorité judiciaire française.

## Affaires judiciaires
En 1961, à la suite d'un différend artistique, Johnny Hallyday quitte Vogue avec fracas. Il est toujours mineur et cette rupture avec Vogue est l'occasion d'un imbroglio de signatures. Son père — parfait inconnu pour lui — sans le rencontrer ni même le consulter, confirme l'engagement avec la maison de disques, tandis que sa mère signe avec Philips. Le principal intéressé souhaite aller chez Barclay, où il espère rejoindre son ami Eddy Mitchell. C'est finalement Philips qui l'emporte, après un désaccord artistique entre le chanteur et Eddie Barclay, qui lui propose d'être accompagné par des musiciens aux cheveux multicolores. L'affaire se traite devant les tribunaux, où un premier jugement, prononcé le 24 janvier 1963, déclare le contrat non valide du fait de conditions abusives imposées par Vogue. L'affaire dure encore cinq ans et s'achève en avril 1968, avec la confirmation par la justice de la nullité du contrat liant l'artiste à Vogue.
À l'automne 1965, Henri Salvador porte plainte en diffamation contre Johnny Hallyday et un hebdomadaire, dans lequel ce dernier a déclaré que : « lors de sa première à l'Alhambra, (en 1960), Salvador l'avait moqué et que, chauffée par ce dernier, la salle l'avait hué ». L'article titre « Salvador m'a fait du mal ! » Considérant que ces propos portent atteinte à son honneur et sa considération, Henri Salvador saisit la justice. Il gagne son procès en première instance, le tribunal estimant que le journal et Hallyday ne sont en mesure de démontrer la véracité de l'affirmation et les condamne à verser à Henri Salvador, la somme de 10 000 francs de dommages et intérêts. De son côté, la cour d'appel, saisie par Johnny, a considéré que si le propos était excessif, il n'y avait pas pour autant diffamation et qu'il ne portait pas atteinte à l'honneur ou à la considération du plaignant, son prestige n'ayant pas été diminué. Henri Salvador fut débouté de sa demande et fut condamné aux dépens de la première instance et de l'instance de la cour d'appel.
Le 10 juillet 1975, Johnny chante sous chapiteau à Thonon-les-Bains. Durant le récital, les CRS interviennent de façon musclée pour évacuer un groupe de jeunes installés entre les barrières de protection et la scène. Au cours de l'échange, le chauffeur d'Hallyday est blessé. Johnny interrompt son récital et déclare : « Le spectacle est terminé […], si vous devez vous en prendre à quelqu'un, prenez-vous en aux policiers. » et il quitte la scène. Une plainte est déposée contre Johnny Hallyday et son équipe, pour coups et blessures volontaires, incitation à la violence et voie de fait contre des policiers en exercice. Conséquence immédiate, le concert qu'il devait donner le 20 juillet, place de la Concorde à Paris, pour l'arrivée du Tour de France, est annulé.
En 2003, le chanteur est mis en cause par une hôtesse présente avec lui sur son yacht en avril 2001, laquelle l'accuse de l'avoir violée. Johnny Hallyday est entendu par la justice en tant que témoin assisté ; jamais il n'est mis en examen et sur l'avis du parquet qui considère que « rien n'était en état d'être prouvé dans cette affaire », elle se termine par un non-lieu cinq ans plus tard (après un jugement en première instance à Nice en janvier 2006 et une confirmation de la cour d'appel d'Aix-en-Provence en avril 2006). L'employée, poursuivie et mise en examen pour usage de faux (en liaison avec des documents médicaux antidatés) et dénonciation calomnieuse, est condamnée à six mois de prison avec sursis pour usage de faux et obtient un non-lieu pour l'accusation de dénonciation calomnieuse.
Début 2004, Johnny Hallyday dénonce son contrat avec Universal Music Group. Le 2 août, le conseil de prud'hommes donne partiellement raison au chanteur. Il valide la rupture du contrat et réclame la restitution des masters à Johnny Hallyday. Universal fait appel de la décision et, le 12 avril 2005, gagne en appel contre Johnny Hallyday. Le recours en cassation de l'artiste est rejeté le 20 décembre 2006. Les masters restent donc la propriété de la maison de disques. Johnny Hallyday signe chez Warner le 4 janvier 2005.

## Dans la culture populaire

### Imitation
En raison de sa personnalité et de sa voix, Johnny Hallyday inspire de nombreux imitateurs. Thierry Le Luron est l'un des premiers à l'imiter. Yves Lecoq imite sa voix dans l'émission Les Guignols avec sa marionnette, ou Laurent Gerra, que Johnny a invité plusieurs fois sur scène le temps d'un duo,.
De nombreux sosies vocaux du chanteur se font également connaître : Johnny Vegas, Johnny Tsar Johnny Dems, Johnny Rock, Johnny Mirador et Jean-Baptiste Guégan dont le timbre de voix est proche de  celui d'Hallyday, mais qui développe une carrière qui lui est propre,,.

### Publicité
Johnny Hallyday devient au fil de sa carrière une véritable icône publicitaire.

## Distinctions et hommages

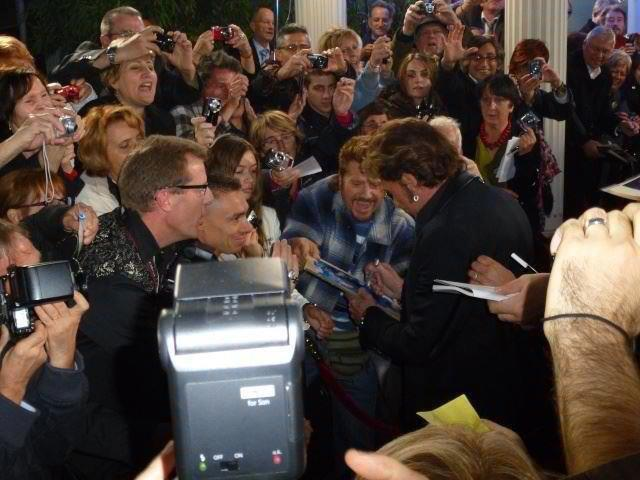
Johnny Hallyday signant des autographes à ses fans, en 2012.

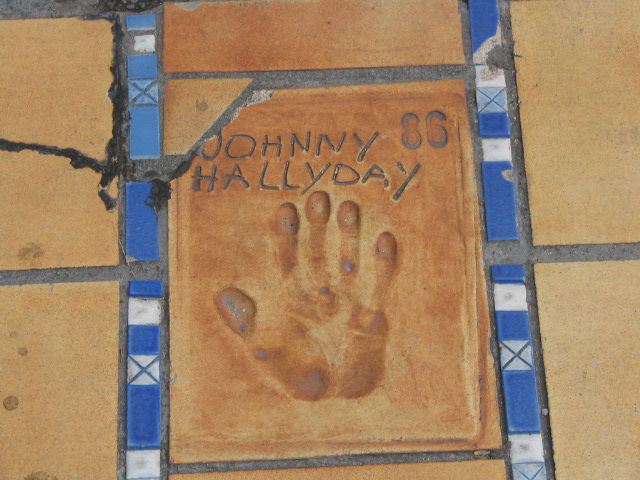
L'empreinte de la main de Johnny Hallyday devant le Palais des festivals et des congrès de Cannes.

### Décorations et médailles
France
- Chevalier de la Légion d'honneur (1997)[505], décernée par Jacques Chirac, président de la République[506].
- Chevalier de l'ordre des Arts et des Lettres (1995), décernée par Jacques Toubon, ministre de la Culture et de la Francophonie[507].
- Médaille de la Ville de Paris, édition du Millénaire (1985), décernée par Jacques Chirac, maire de Paris[508].
- Médaille d'honneur de la ville de Carcassonne (1999)[509].

Belgique
- Officier de l'ordre de la Couronne (2001)[510].

### Victoires de la musique
Avec neuf citations dans la catégorie artiste interprète masculin, Johnny Hallyday détient le record de nominations dans cette division pour un artiste ou un groupe français (1987, 1990, 1994, 1996, 1999, 2000, 2001, 2010, 2015). Il obtient cette Victoire une fois (1987).
Avec dix « Victoires » obtenues (toutes catégories confondues), Johnny Hallyday et Alain Souchon (ce dernier obtient une dixième récompense en 2020 lors de la 35e cérémonie des Victoires de la musique pour l'album Âme fifties), sont, après Matthieu Chedid et Alain Bashung (13 récompenses chacun), les artistes le plus récompensés aux Victoires de la musique.
- 1987 : artiste interprète masculin de l'année
- 1991 : concert de l'année au palais omnisports de Paris-Bercy[514]
- 1994 : concert de l'année au Parc des Princes
- 1996 : concert de l'année au palais omnisports de Paris-Bercy
- 2000 : album de variété, pop, rock de l'année pour Sang pour sang
- 2001 : spectacle musical, tournée ou concert de l'année
- 2009 : victoire d'honneur[515]
- 2010 : spectacle musical, tournée ou concert de l'année[516]
- 2014 : chanson originale de l'année pour 20 ans écrite par Miossec[517]
- 2016 : meilleur album de chansons pour l'opus De l'amour[518]

### Prix
- 1978 : grand prix de l'Union nationale des auteurs et compositeurs, pour la chanson Elle m'oublie[519].
- 1979 : le Syndicat national de l'édition phonographique et audiovisuelle (SNEPA) remet au chanteur le 15 octobre, quatre disques de platine pour les albums : Johnny Hallyday Story - Palais des sports, Derrière l'amour, C'est la vie et le Pavillon de Paris : Porte de Pantin[520].
- 2000 : le 13 mars, Johnny Hallyday reçoit des mains de son ami Michel Sardou, son premier disque de diamant (à l'occasion du million de disques vendus pour l'album Sang pour sang). Cette même année, il obtient le M6 Award d'honneur du meilleur artiste masculin.
- 2003 : NRJ Music Award d’honneur[521].
- 2003 : prix Jean-Gabin pour son rôle dans L'Homme du train, de Patrice Leconte[522].
- 2014 : le chanteur obtient le prix spécial de la Sacem[523], récompensant l'ensemble de sa carrière ; bien qu'il ne soit pas auteur lui-même, les auteurs ont choisi d'honorer l'artiste qui a fait travailler le plus grand nombre d'entre-eux[524].

### Statues
Dans les années 1960, une statue de cire de Johnny Hallyday est inaugurée au Musée Grévin, à Paris. Elle est remplacée en 2019 par une nouvelle statue actualisée.
Le 16 juin 2018, six mois après la mort de Johnny Hallyday, une statue de lui-même est inaugurée à Viviers, en Ardèche, ville où la mère du chanteur vivait.
Une statue était prévue près de Linas, dans l'Essonne pour décembre 2019 mais le projet ne verra finalement jamais le jour.

### Lieux baptisés de son nom

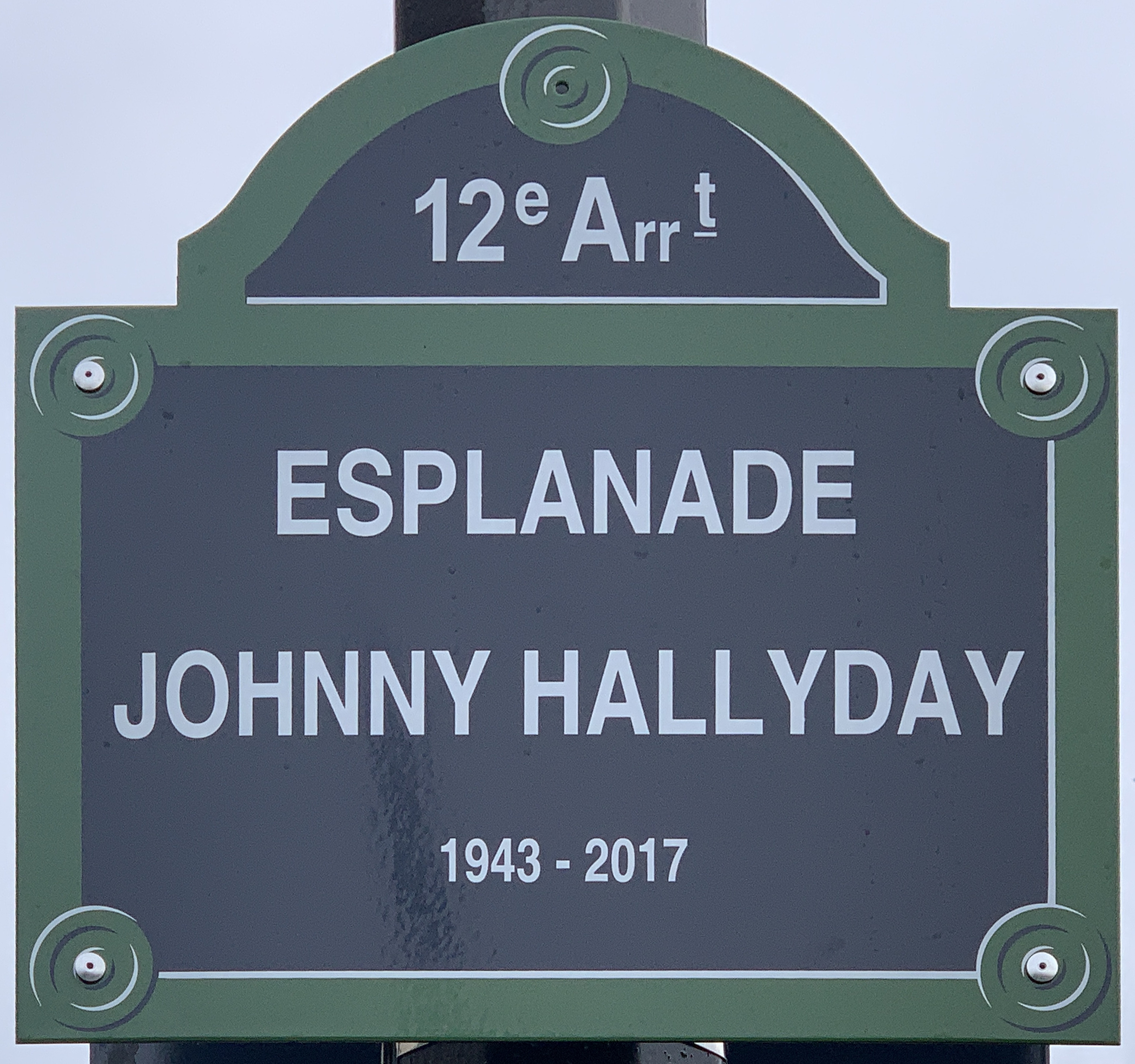
Plaque de l'esplanade Johnny-Hallyday à.

En juin 2013, la municipalité de la commune iséroise de Charvieu-Chavagneux rend hommage au chanteur en donnant son nom à l'une de ses rues.
À Paris, la maire, Anne Hidalgo, propose, le 8 décembre 2017, qu'un lieu ou un établissement public porte son nom. Adopté par le Conseil de Paris le 13 décembre, l'endroit devait être choisi pour être  « un lieu de recueillement pour ses fans ». Le lieu est officiellement donné en février 2020 en face de l'Accor Arena, sous le nom d'esplanade Johnny-Hallyday. La place est inaugurée le 14 septembre 2021.
À Nice, le maire Christian Estrosi propose, le 7 décembre 2017, que le palais Nikaïa soit rebaptisé « palais Nikaia-Johnny Hallyday ». Après délibération du conseil municipal, il est finalement décidé que ce soit le parvis de la salle de spectacle qui soit renommé en l'hommage du chanteur (« parvis Johnny Hallyday »).
Le 15 juin 2019, l'esplanade Johnny-Hallyday est inaugurée au pied du Zénith de Toulouse.
À la suite de la loi 3DS qui étend l’obligation de nommer et numéroter les voies aux communes de moins de 2 000 habitants, qui en ont été jusque-là exemptes, une voie de Saint-Jean-d’Heurs porte le nom d’« avenue Johnny-Hallyday ».
Plus généralement, 9 lieux en France (2023) sont nommées d’après le chanteur.